# Wartburgkreis
Der Wartburgkreis ist ein Landkreis in Thüringen, benannt nach der Wartburg in Eisenach. Er ist der nach Einwohnerzahl und Fläche größte Kreis des Landes. Der Kreis erstreckt sich entlang der Landesgrenze zu Hessen vom Hainich, der bei Treffurt ans Obere Eichsfeld grenzt, bis zum nördlichen Ende der Milsenburger Kuppenrhön nahe Geisa. Kreisstadt ist Bad Salzungen, größte Stadt Eisenach.

## Geografie

### Lage in Deutschland
Der Wartburgkreis liegt auf dem 10. Längengrad, auf dem auch Kiel, Hamburg, Würzburg und Ulm liegen, sowie auf dem 51. Breitengrad, auf dem auch Köln, Erfurt und Dresden liegen. Nach einigen Berechnungsmethoden liegt der Mittelpunkt Deutschlands im Wartburgkreis.

### Lage in Thüringen
Der Wartburgkreis liegt im Westen Thüringens. Nachbarkreise sind (von Norden im Uhrzeigersinn) Unstrut-Hainich, Gotha und Schmalkalden-Meiningen in Thüringen, Fulda, Hersfeld-Rotenburg und Werra-Meißner in Hessen. Raumordnerisch gehört der Kreis zur Planungsregion Südwestthüringen.

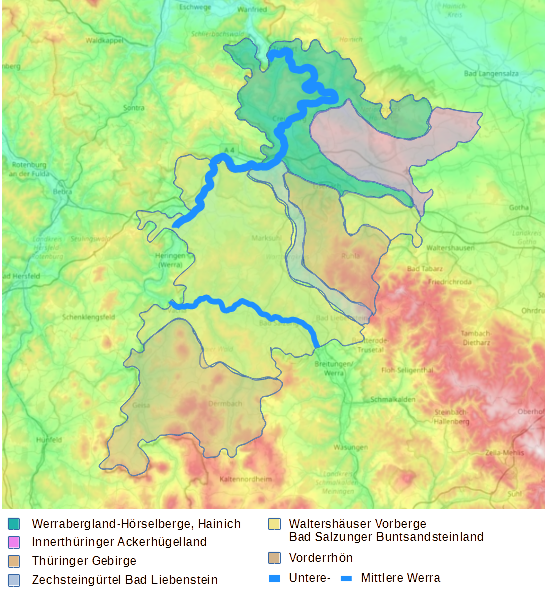
Naturräume im Wartburgkreis (TLUG)

### Naturräumliche Gliederung
Nach dem Handbuch der naturräumlichen Gliederung Deutschlands gehört der Süden des Wartburgkreises zur Vorder- und Kuppenrhön. Nördlich von Öchsenberg, Dietrichsberg und Baier schließt sich das Salzunger Werrabergland an. An dessen nordöstliche Erhebungen Böller, Stopfelskuppe (Förtha), Milmesberg, Eichkopf und Aschenberg grenzt der Thüringer Wald, dessen östlichste Erhebungen im Wartburgkreis der Große Weißenberg, der Gerberstein und der Große Wartberg sind. Es schließt sich das Westthüringer Berg- und Hügelland an, mit den Hörselbergen an der östlichen Grenze des Wartburgkreises. Der Norden des Kreises gehört zu Ringgau und Hainich.
Nach dem TLUG (TLUBN) werden die Naturräume Thüringens etwas abweichend vom Handbuch der naturräumlichen Gliederung Deutschlands eingeteilt. Im Süden und der Mitte des Wartburgkreises gibt es mit der Einteilung Vorderrhön (inklusive Pleß und Stopfelskuppe), Bad Salzunger Buntsandsteinland und Thüringer Wald mit Zechsteingürtel kaum Abweichungen. Auch nördlich davon herrscht mit Waltershäuser Vorbergen und dem südwestlichen Zipfel des Innerthüringer Ackerhügellandes sowie Werrabergland-Hörselberge und Hainich grobe Übereinstimmung.
Größtes Fließgewässer im Kreisgebiet ist die Werra, größte Nebenflüsse hier im Mittellauf von links die Felda und die Ulster. Im Unterlauf nimmt sie von rechts die Suhl, die Elte und ihren größten Nebenfluss, die Hörsel auf.

### Schutzgebiete
Im Landkreis befinden sich 48 ausgewiesene Naturschutzgebiete, 63 Flächennaturdenkmale sowie 80 Naturdenkmale. Darüber hinaus sind ca. 10.000 besonders geschützte Biotope im Sinne des Bundesnaturschutzgesetzes mit einer Fläche von ca. 6.650 ha kartiert.
Der Wartburgkreis liegt anteilig im Nationalpark Hainich (3.074 ha, 2,3 % der Gesamtfläche), im Biosphärenreservat Rhön (27.382 ha, 21,0 %), im Landschaftsschutzgebiet Thüringische Rhön (31.515 ha, 24,2 %), im Landschaftsschutzgebiet Thüringer Wald (11.900 ha, 9,1 %), im Naturpark Thüringer Wald sowie im Naturpark Eichsfeld-Hainich-Werratal.

### Berge und Erhebungen

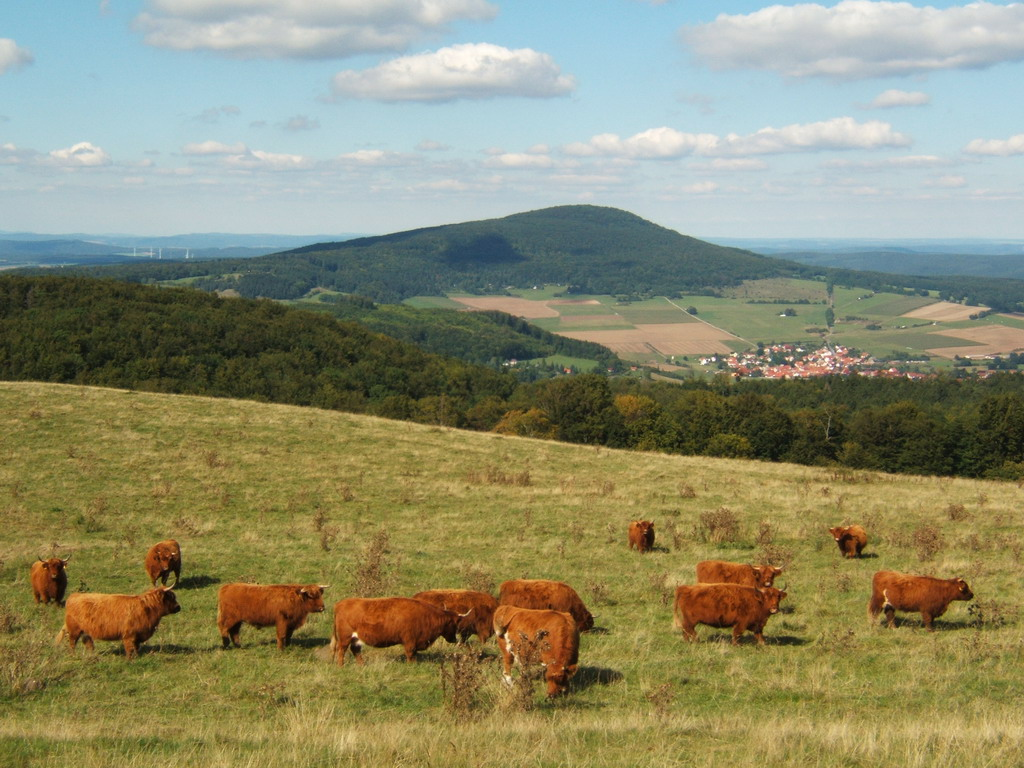
Der Baier

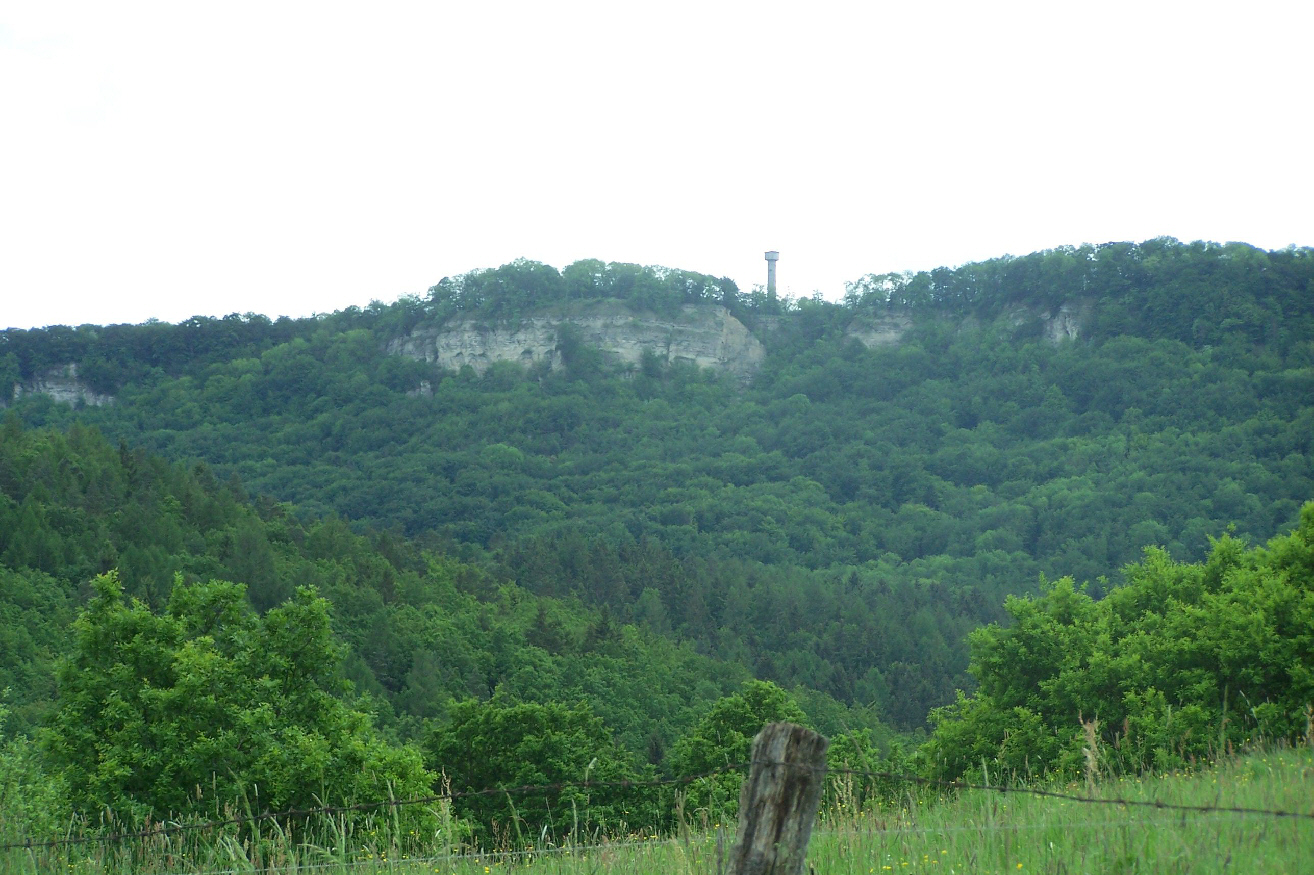
Der Heldrastein

Die Geländehöhen im Wartburgkreis betragen zwischen 169 m im Werratal unterhalb Großburschla und 746,5 m auf dem Großen Weißenberg.

#### Rhön
1. Sachsenburg (720,9 m), Auersberger Kuppenrhön
2. Baier (713,9 m), Auersberger Kuppenrhön
3. Roßberg (Schleid) (693,6 m), Auersberger Kuppenrhön
4. Gläserberg (670 m), Auersberger Kuppenrhön
5. Dietrichsberg (668,9 m), Auersberger Kuppenrhön
6. Pleß (645,4 m), Vordere Rhön
7. Rößberg (Ketten) (639,4 m), Soisberger Kuppenrhön
8. Öchsenberg (627,2 m), Auersberger Kuppenrhön
9. Rockenstuhl (529 m), Soisberger Kuppenrhön

#### Salzunger Werrabergland
1. Kuppe (493,3 m)
2. Milmesberg (461,2 m)
3. Lehnberg (447,9 m)

#### Thüringer Wald
1. Großer Weißenberg (746,5 m) (am Rennsteig, Beginn des Breitunger Rennsteigs und Grenze zu Gotha und Schmalkalden-Meiningen)
2. Rennwegskopf (729,6 m) (über den der Breitunger Rennsteig und die Grenze zu Schmalkalden-Meiningen verläuft)
3. Gerberstein (728,5 m) (nördlich des Rennsteigs südöstlich von Ruhla)
4. Birkenheide (717,3 m) (südlich des Rennsteigs südwestlich von Ruhla)
5. Glöckner (702,5 m) (am Rennsteig südlich von Ruhla)
6. Breitenberg (697,3 m) (nördlich von Ruhla)
7. Kahle Koppe (692,0 m) (östlich von Ruhla, über die die Weinstraße und Grenze zu Gotha verläuft)
8. Bommelhauck (684,7 m)
9. Schnepfenberg (677,4 m)
10. Kissel (648,8 m)
11. Höllkopf (646,0 m)
12. Todter Mann oder Todtemann (582,2 m) (am Rennsteig, nordwestlich von Ruhla, höchster Berg des Nordwestlichen Thüringer Waldes)

#### Westthüringer Berg- und Hügelland
1. Großer Hörselberg (484,2 m)
2. Reizenberg (482,0 m)
3. Kambühl (453,6 m)
4. Kleiner Hörselberg (436,1 m)
5. Hohleite (385,8 m)
6. Mihlberg (379,0 m)
7. Karlskuppe (377,1 m)
8. Petersberg (344,2 m)

#### Hainich und Ringgau
1. Heldrastein (503 m)
2. Alter Berg (493,9 m)
3. Stöckigtsberg (450,2 m)
4. Lindenhecke (447 m)
5. Rittergasserberg (440,3 m)
6. Wartenberg (429,9 m)
7. Harsberg (409,7 m)
8. Goldberg (379,8 m)
9. Adolfsburg (378,7 m)

### Gewässer
Zum Kreisgebiet gehören 1326 Hektar Wasserflächen.

#### Fließgewässer

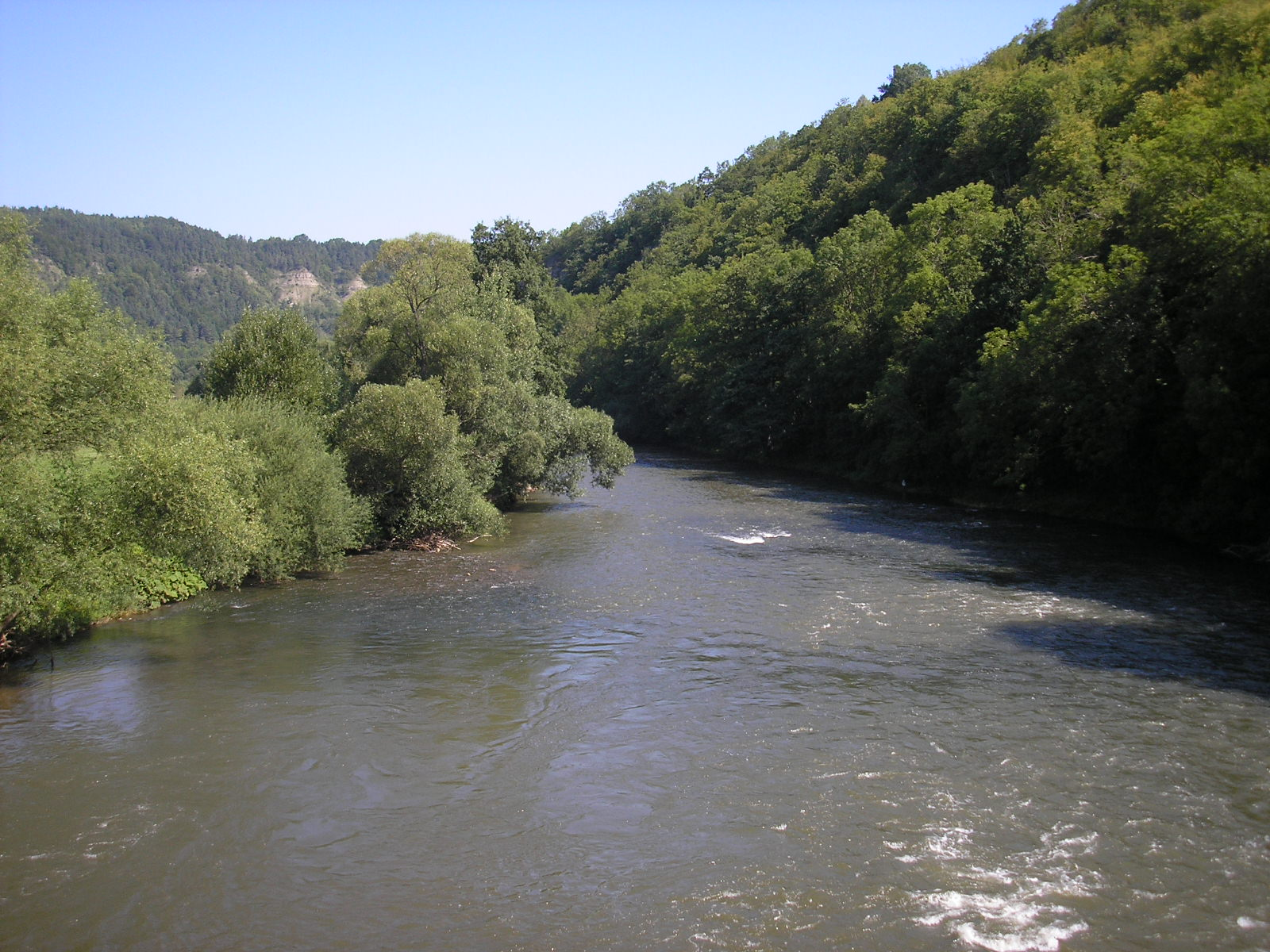
Die Werra bei Creuzburg

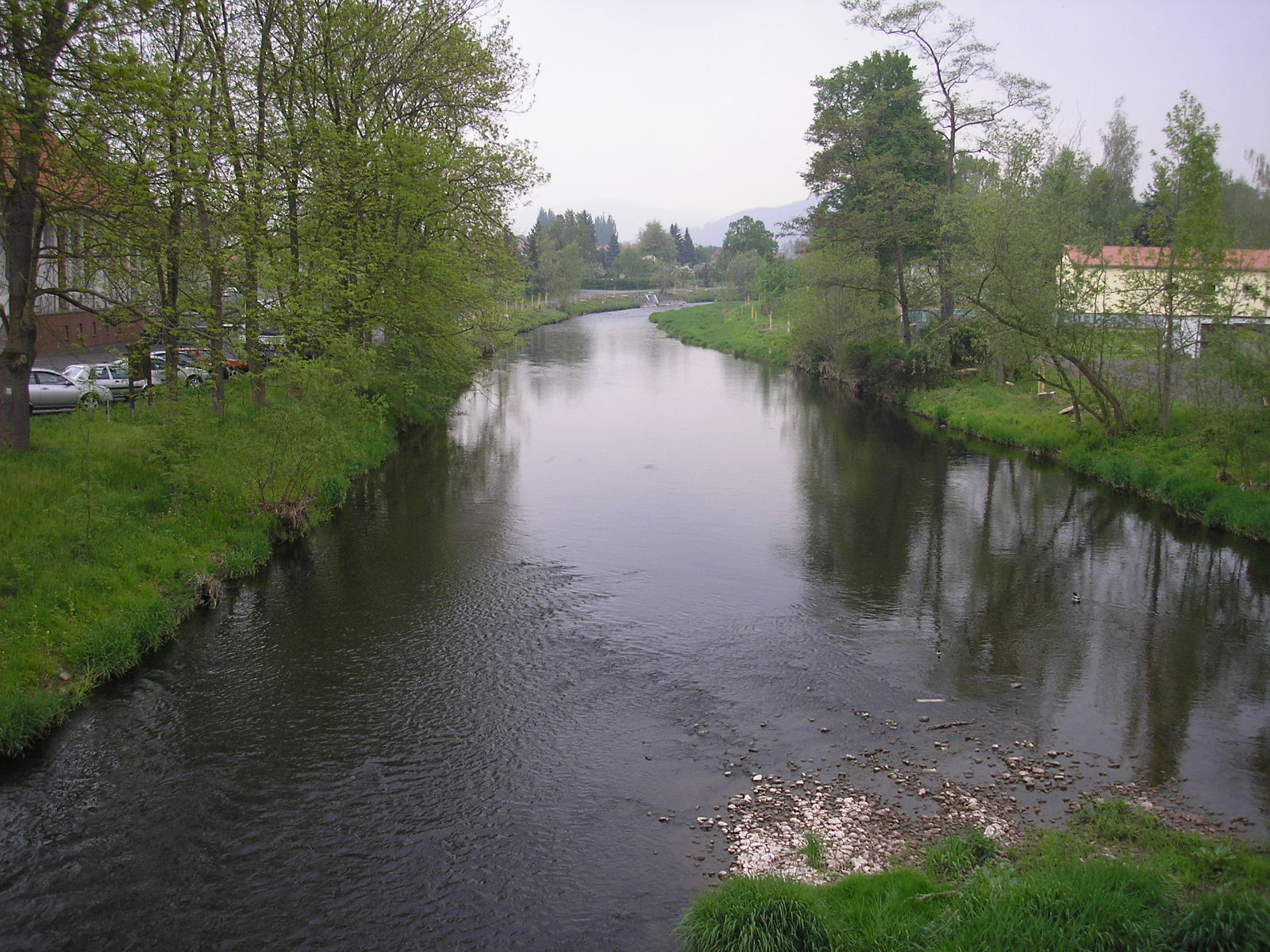
Die Ulster in Geisa

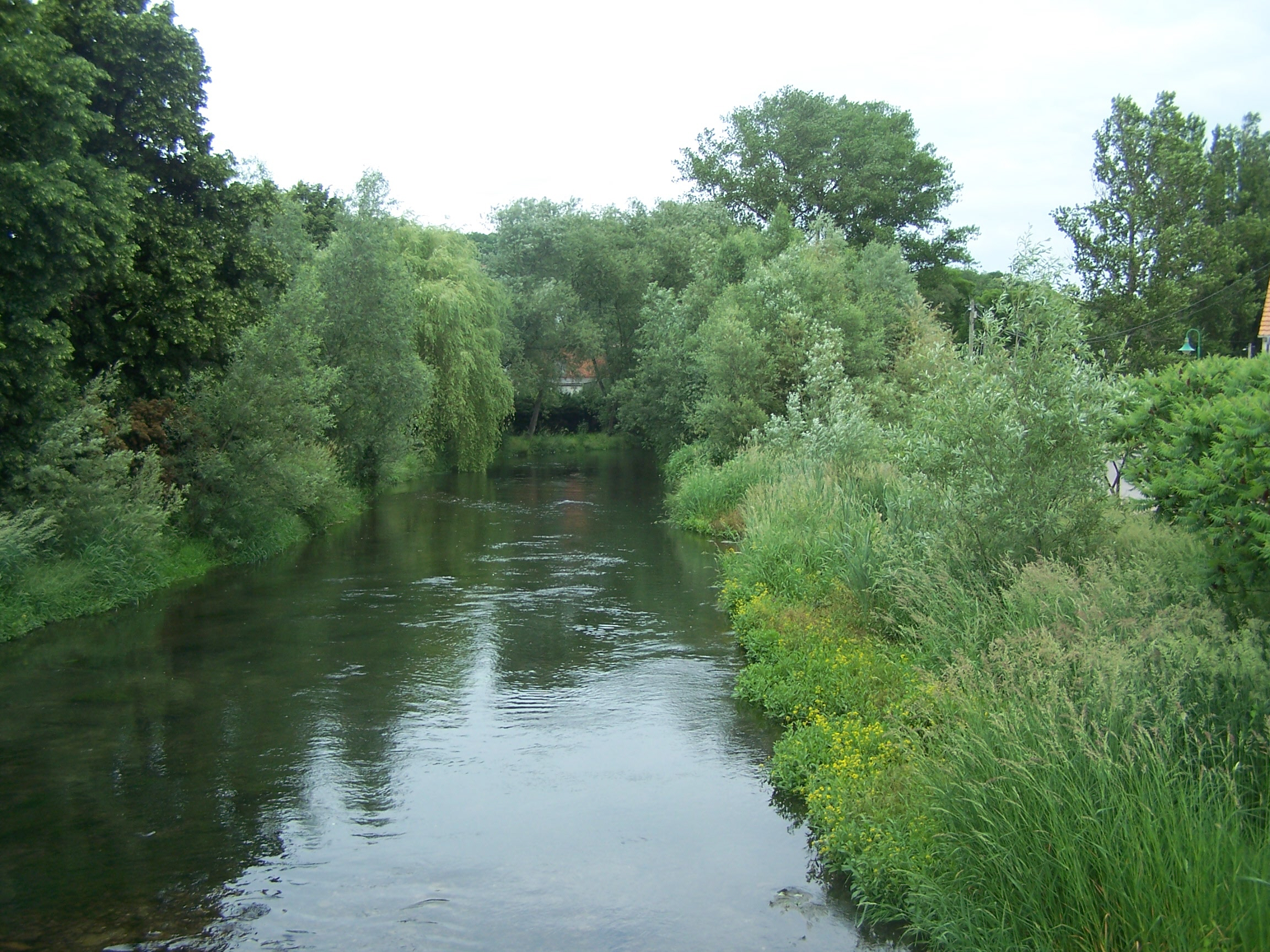
Die Nesse in Wenigenlupnitz

Über die Werra wird das gesamte anfallende Oberflächenwasser zur Weser und Nordsee abgeführt. Das gesamte Kreisgebiet ist somit nach dem Wasserhaushaltsgesetz der Flussgebietseinheit Weser zugeordnet.
Der Wartburgkreis besitzt den größten Anteil am Mittellauf der Werra. Bedingt durch historische Grenzziehungen seit dem Mittelalter bildet die Werra im Abschnitt zwischen Vacha und Großburschla mehrfach die Landesgrenze zwischen Hessen und Thüringen.
Nachfolgend sind die wichtigsten Flüsse im Kreisgebiet aufgelistet. Nach Thüringer Wassergesetzes sind Werra, Hörsel, Nesse und Ulster Gewässer erster alle anderen Gewässer zweiter Ordnung:
| Flüsse im Wartburgkreis | Gesamtlänge in km | davon im Kreisgebiet |
| ----------------------- | ----------------- | -------------------- |
| Werra                   | 299,6             |                      |
| Elte                    | 022,5             | 22,5                 |
| Emse                    | 14,               |                      |
| Erbstrom                | 013,5             | 13,5                 |
| Felda                   | 042,2             |                      |
| Grumbach                | 12,               | 12,0                 |
| Hörsel                  | 048,5             |                      |
| Ifta                    | 005,5             | 05,5                 |
| Lauterbach              | 014,0             | 14,0                 |
| Lempertsbach            | 009,5             | 07,5                 |
| Madel                   | 10,               | 10,0                 |
| Nesse                   | 052,6             |                      |
| Oechse                  | 16,               | 16,0                 |
| Pfitzbach               | 012,3             | 12,3                 |
| Rohrgaben               | 07,               | 7,                   |
| Schnellmannshäuser Bach | 007,2             | 07,2                 |
| Schweina                | 012,5             | 12,5                 |
| Suhl                    | 022,3             | 22,3                 |
| Ulster                  | 057,2             |                      |

#### Stehende Gewässer

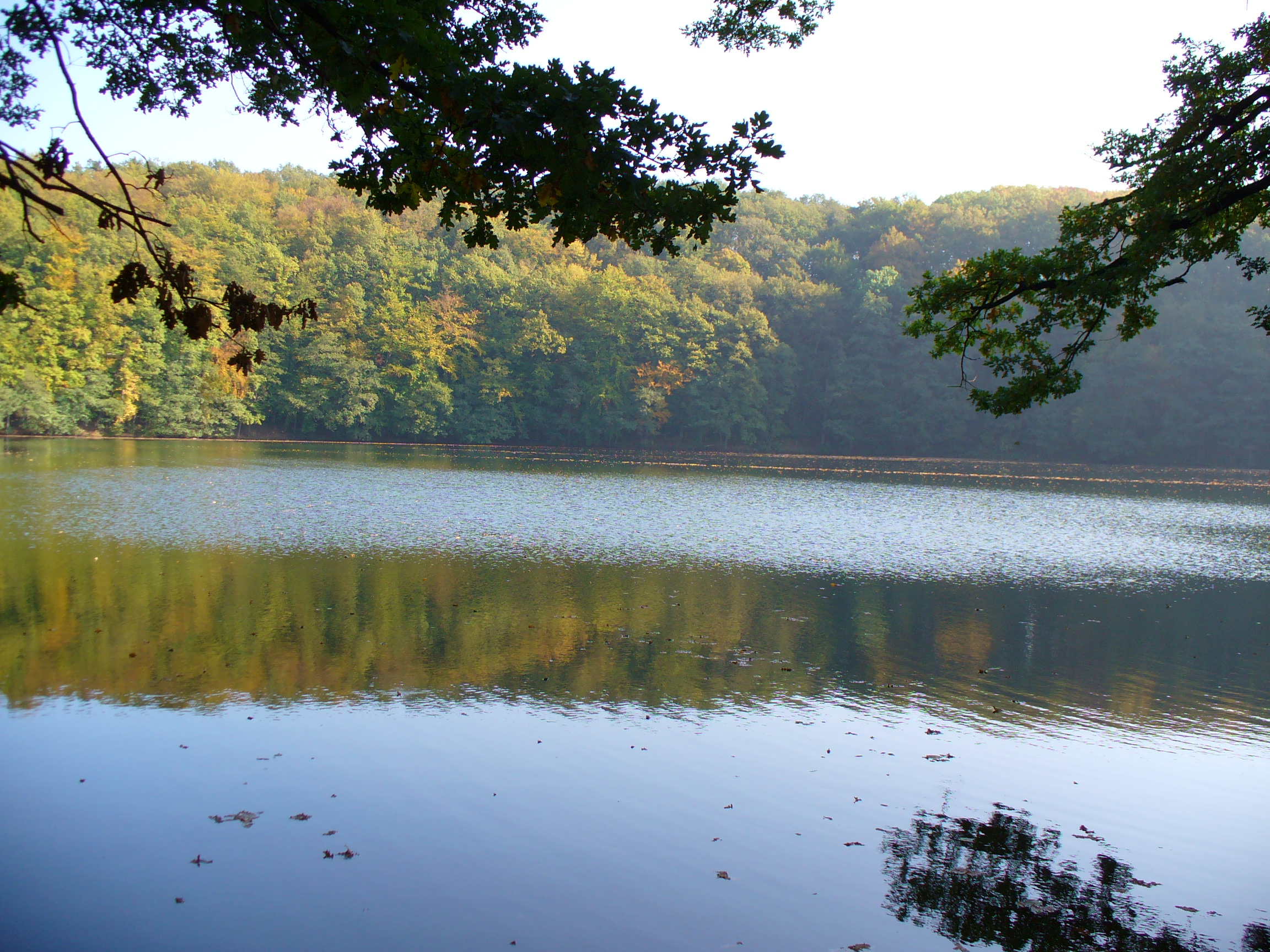
Die Bernshäuser Kutte

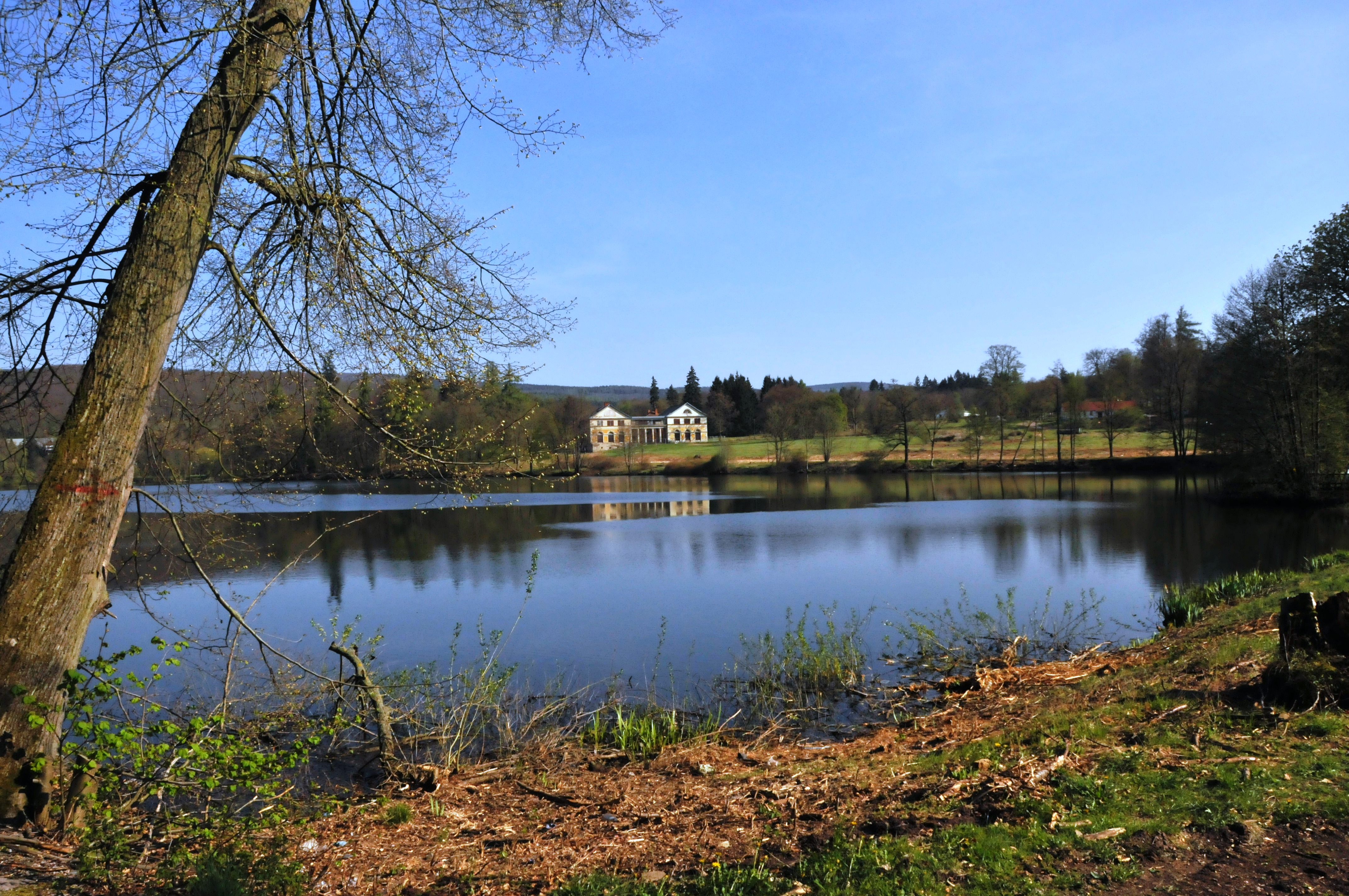
Schloss Wilhelmsthal mit See

Der Wartburgkreis verfügt nur über wenige natürliche Standgewässer, welche überwiegend als Erdfallseen entstanden sind. Hierzu gehören der Burgsee, der Buchensee und der Erlensee in bzw. bei Bad Salzungen, der Hautsee und der Albertsee nahe Dönges, der Frauensee, die Bernshäuser Kutte und der Schönsee bei Urnshausen sowie das Forstloch bei Immelborn.
Als Badegewässer sind der Schönsee sowie die Kiesseen I und II der Kiesgrube Immelborn ausgewiesen.
Bereits im Mittelalter begann man mit der Anlage von Fischteichen, die meist im Umfeld von Klöstern entstanden. Als Folge der Kiesgewinnung im Werratal wurden bei Treffurt, Mihla, Gerstungen, Dankmarshausen, Vacha, Immelborn und Barchfeld Kiesgrubengewässer geschaffen.
Eine Besonderheit ist der Wilhelmsthaler See, er wurde im Flusslauf der Elte zur Ergänzung der Parkanlage von Schloss Wilhelmsthal als Stausee angelegt und diente ursprünglich als Gondelteich. Um 1715 erbaut, gilt er als älteste Talsperre Thüringens. Weitere Stauseen, zumeist in der zweiten Hälfte des 20. Jahrhunderts als Bewässerungsspeicher angelegt, befinden sich bei Ettenhausen/Suhl, Großenlupnitz, Burkhardtroda und Bairoda. Ein industriebedingter Wasserspeicher wurde im Fuchsgrund bei Thal angelegt.
Durch Flussbegradigungen entstandene Altarme der Werra sind noch bei Tiefenort, Gerstungen, Pferdsdorf-Spichra und Treffurt vorhanden.

#### Moore
Durch Auslaugungs- und Senkungsvorgänge bildeten sich nördlich von Bad Salzungen und bei Dankmarshausen ausgedehnte Moor- und Feuchtgebiete, bekannt als Moorgrund und Rhäden (mit dem Naturschutzgebiet Dankmarshäuser Rhäden). Diese wurden durch Melioration im 19. Jahrhundert größtenteils in Grünland umgestaltet. Die in den Hochlagen der Rhön vorhandenen Hochmoore genießen besonderen Schutz.

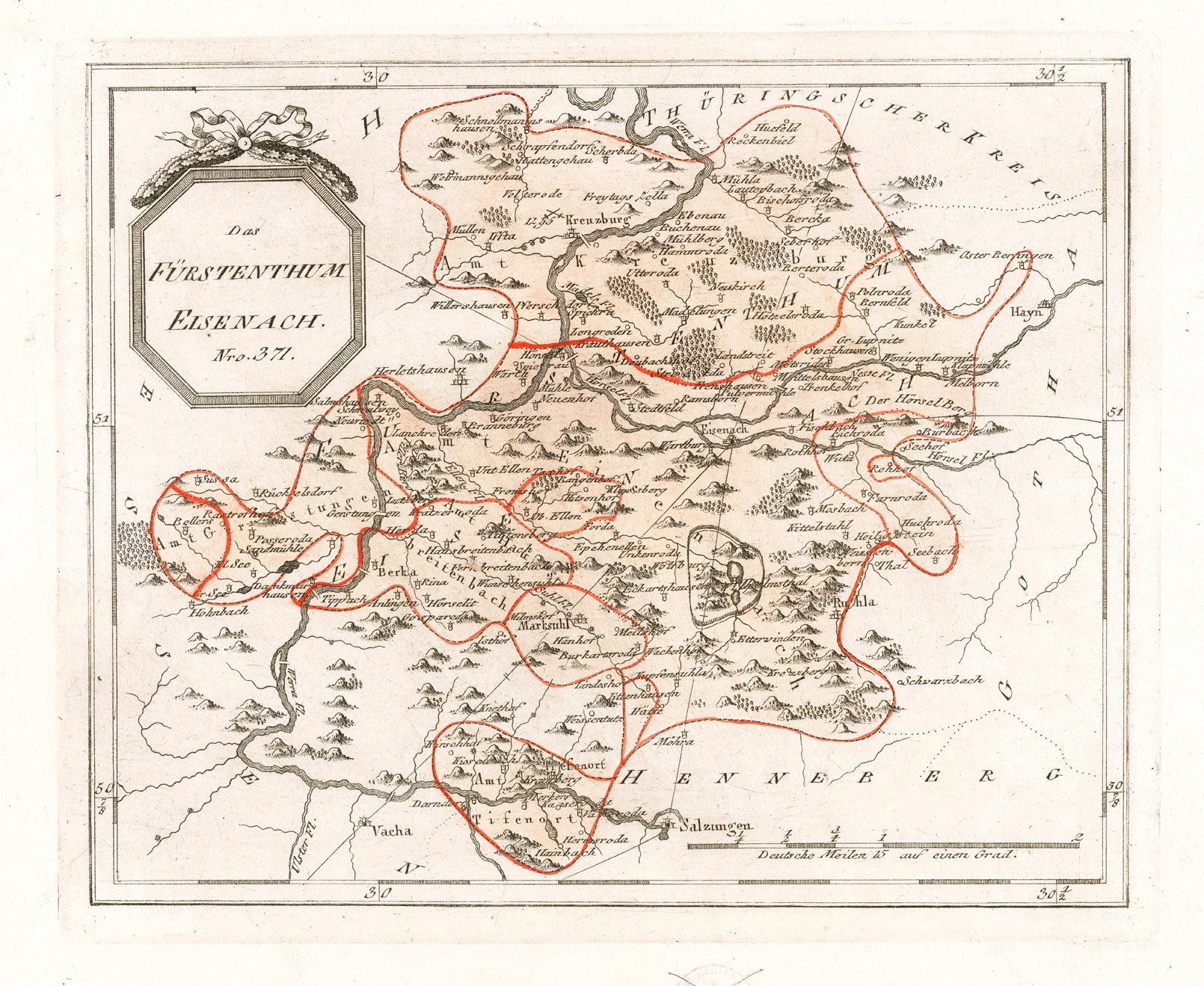
Fürstentum Eisenach (um 1720)

## Geschichte

Sachsen-Eisenach, seit 1850 mit den Verwaltungsbezirken III (Eisenach) und IV (Dermbach)

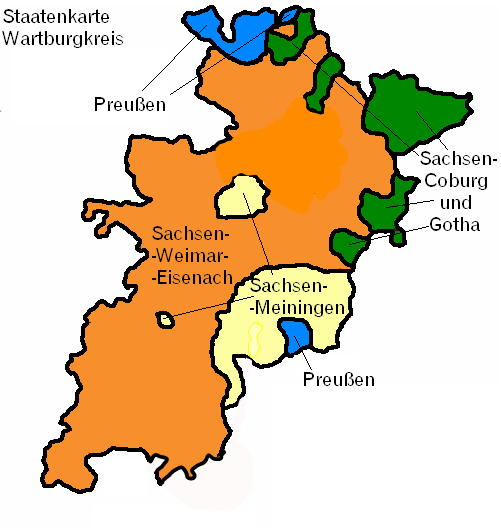
Staatsgebiete, die bis 1920 auf dem heutigen (2024) Gebiet des Wartburgkreises existierten

Die historische territoriale Basis des Wartburgkreises ist das 1596 gebildete Fürstentum Sachsen-Eisenach, zu dem im 18. Jh. die Ämter Eisenach, Creuzburg, Gerstungen, Hausbreitenbach, Tiefenort sowie Kaltennordheim gehören. 1809 findet die Realunion mit Sachsen-Weimar statt. Auf dem Wiener Kongress 1815 wurde Sachsen-Weimar-Eisenach zum Großherzogtum erhoben und dessen Gebiet die östlichen Teile des Gerichts Heringen im Amt Friedewald (Dippach, Vitzeroda, Abteroda, Gasteroda), das Amt Frauensee, die östlichen Teile der Vogtei Kreuzberg (Oberzella, Badelachen), das Amt Vacha, das Gericht Völkershausen, die Herrschaft Lengsfeld sowie die Ämter Geisa und Fischberg/Dermbach zugeschlagen. Diese Gebiete wurden späterhin zusammen mit den Ämtern Tiefenort und Kaltennordheim als Eisenacher Oberland bezeichnet.
1918 wurde aus dem Großherzogtum ein Freistaat, der am 1. Mai 1920 im Land Thüringen aufging. 1922 fand eine umfassende Kreisreform statt:
- der Landkreis Eisenach bekam vom gothaischen Landratsamt Waltershausen dessen Anteil an der Stadt Ruhla sowie die Gemeinden Deubach, Ebenshausen, Ettenhausen an der Nesse, Frankenroda, Hallungen, Hastrungsfeld, Kahlenberg, Kälberfeld, Lauterbach, Nazza, Neukirchen, Sättelstädt, Schönau an der Hörsel, Sondra und Thal sowie vom Landkreis Meiningen die Gemeinden Bernshausen, Dietlas, Kaltenlengsfeld und Oberellen
- der Landkreis Meiningen bekam vom Landkreis Eisenach die Stadt Ostheim vor der Rhön sowie die Gemeinden Birx, Frankenheim/Rhön, Helmershausen, Melpers, Sondheim vor der Rhön, Stetten, Urspringen, Wohlmuthausen und Zillbach
- Eisenach wurde kreisfreie Stadt und Sitz des Landkreises.

1945 wurden dem Land Thüringen die Gebiete des früheren preußischen Regierungsbezirkes Erfurt einschließlich des Landkreises Herrschaft Schmalkalden angegliedert. 1950 wurde aus Teilen des Eisenacher Oberlandes sowie des Landkreises Meiningen (ehemals Herzogtum Sachsen-Meiningen) der Landkreis Bad Salzungen gebildet und die Stadt Treffurt, die Orte Falken, Großburschla und Kleintöpfer wechselten vom Landkreis Mühlhausen zum Landkreis Eisenach. Durch die Kreisreform in der DDR 1952 entstanden dann die neuen Kreise Bad Salzungen und Eisenach. Das Gebiet um Behringen kam zum Kreis Langensalza.
Der Wartburgkreis entstand am 1. Juli 1994 auf Grundlage des Gesetzes zur Neugliederung der Landkreise und kreisfreien Städte in Thüringen vom 16. August 1993 durch die Zusammenlegung der Kreise Eisenach und Bad Salzungen, hinzu kamen die Gemeinden Behringen, Craula, Reichenbach, Tüngeda und Wolfsbehringen vom Kreis Langensalza. Das Landratsamt hatte seinen Sitz in Bad Salzungen und Eisenach. Am 1. Januar 1998 wurde Eisenach (wieder) kreisfreie Stadt und Bad Salzungen alleinige Kreisstadt.
Im Zuge der Gebietsreform in Thüringen wechselte die Stadt Kaltennordheim in den Landkreis Schmalkalden-Meiningen und Eisenach gab die Kreisfreiheit auf, erhielt aber den neu geschaffenen Titel Große Kreisstadt. Der Kreissitz blieb in Bad Salzungen. Die Übertragung der Aufgaben erfolgte am 1. Januar 2022. Am 20. Juni 2021 fand eine Neuwahl des Kreistages statt. Am 1. Januar 2024 wechselte die Gemeinde Hallungen in den Unstrut-Hainich-Kreis.

## Einwohnerentwicklung
| Jahr | Einwohner |
| ---- | --------- |
| 1994 | 195.480   |
| 1995 | 194.397   |
| 1996 | 193.181   |
| 1997 | 192.183   |
| 1998 | 146.708¹  |
| 1999 | 145.712   |
| 2000 | 144.677   |
| 2001 | 143.646   |
| 2002 | 142.595   |
| 2003 | 141.001   |

| Jahr | Einwohner |
| ---- | --------- |
| 2004 | 139.805   |
| 2005 | 138.337   |
| 2006 | 136.678   |
| 2007 | 135.058   |
| 2008 | 133.451   |
| 2009 | 131.820   |
| 2010 | 130.560   |
| 2011 | 129.484   |
| 2012 | 127.227   |
| 2013 | 126.283   |

| Jahr | Einwohner |
| ---- | --------- |
| 2014 | 125.385   |
| 2015 | 125.655   |
| 2016 | 124.729   |
| 2017 | 123.764   |
| 2018 | 123.025   |
| 2019 | 118.974   |
| 2020 | 117.967¹  |
| 2021 | 158.900   |
| 2022 | 156.566   |
| 2023 | 156.334   |

| Jahr | Einwohner |
| ---- | --------- |
| 2024 | 154.957   |

Datenquelle: ab 1994 Thüringer Landesamt für Statistik – Werte vom 31. Dezember
¹ 1998–2020 ohne kreisfreie Stadt Eisenach
|                                              | 2020    | 2025    | 2030    | 2035    | 2040    |
| -------------------------------------------- | ------- | ------- | ------- | ------- | ------- |
| Große Kreisstadt Eisenach                    | 42.000  | 41.300  | 40.300  | 39.300  | 38.500  |
| Wartburgkreis ohne Große Kreisstadt Eisenach | 118.000 | 113.100 | 107.900 | 103.200 | 98.900  |
| Wartburgkreis                                | 160.000 | 154.400 | 148.200 | 142.500 | 137.400 |

*Voraussichtliche Bevölkerungsentwicklung bis 2040 (am 31.12. des jeweiligen Jahres); Ergebnisse der 2. regionalisierten Bevölkerungsvorausberechnung (rBv); Bei allen Berechnungen wurden Rundungsdifferenzen nicht ausgeglichen. Gebietsstand: 1.1.2019; Thüringer Landesamt für Statistik
Demnach betrüge der Bevölkerungsrückgang im Wartburgkreis zwischen 1994 und 2040 dann 30 %. Zum Vergleich: Im benachbarten Landkreis Hersfeld-Rotenburg betrüge der Bevölkerungsrückgang (nach 2. rBv) rund 5 %.

## Politik

### Kreistag
Seit der Kreistagswahl am 26. Mai 2024 verteilen sich die 50 Sitze im Kreistag folgendermaßen auf die einzelnen Gruppierungen:
| Partei   | Sitze   | Sitzverteilung im Kreistag des Wartburgkreises seit 2024Insgesamt 50 Sitze - Linke: 3 - BSW: 5 - SPD: 5 - Grüne: 2 - FDP: 1 - FW/BfE/LAD: 4 - CDU: 16 - AfD: 13 - Die Heimat: 1 |
| CDU      | 16 (−1) | Sitzverteilung im Kreistag des Wartburgkreises seit 2024Insgesamt 50 Sitze - Linke: 3 - BSW: 5 - SPD: 5 - Grüne: 2 - FDP: 1 - FW/BfE/LAD: 4 - CDU: 16 - AfD: 13 - Die Heimat: 1 |
| AfD      | 13 (+5) | Sitzverteilung im Kreistag des Wartburgkreises seit 2024Insgesamt 50 Sitze - Linke: 3 - BSW: 5 - SPD: 5 - Grüne: 2 - FDP: 1 - FW/BfE/LAD: 4 - CDU: 16 - AfD: 13 - Die Heimat: 1 |
| BSW      | 5 (+5)  | Sitzverteilung im Kreistag des Wartburgkreises seit 2024Insgesamt 50 Sitze - Linke: 3 - BSW: 5 - SPD: 5 - Grüne: 2 - FDP: 1 - FW/BfE/LAD: 4 - CDU: 16 - AfD: 13 - Die Heimat: 1 |
| SPD      | 5 (−1)  | Sitzverteilung im Kreistag des Wartburgkreises seit 2024Insgesamt 50 Sitze - Linke: 3 - BSW: 5 - SPD: 5 - Grüne: 2 - FDP: 1 - FW/BfE/LAD: 4 - CDU: 16 - AfD: 13 - Die Heimat: 1 |
| FW       | 4 (−3)  | Sitzverteilung im Kreistag des Wartburgkreises seit 2024Insgesamt 50 Sitze - Linke: 3 - BSW: 5 - SPD: 5 - Grüne: 2 - FDP: 1 - FW/BfE/LAD: 4 - CDU: 16 - AfD: 13 - Die Heimat: 1 |
| LINKE    | 3 (−4)  | Sitzverteilung im Kreistag des Wartburgkreises seit 2024Insgesamt 50 Sitze - Linke: 3 - BSW: 5 - SPD: 5 - Grüne: 2 - FDP: 1 - FW/BfE/LAD: 4 - CDU: 16 - AfD: 13 - Die Heimat: 1 |
| GRÜNE    | 2 (±0)  | Sitzverteilung im Kreistag des Wartburgkreises seit 2024Insgesamt 50 Sitze - Linke: 3 - BSW: 5 - SPD: 5 - Grüne: 2 - FDP: 1 - FW/BfE/LAD: 4 - CDU: 16 - AfD: 13 - Die Heimat: 1 |
| HEIMAT   | 1 (+1)  | Sitzverteilung im Kreistag des Wartburgkreises seit 2024Insgesamt 50 Sitze - Linke: 3 - BSW: 5 - SPD: 5 - Grüne: 2 - FDP: 1 - FW/BfE/LAD: 4 - CDU: 16 - AfD: 13 - Die Heimat: 1 |
| FDP      | 1 (−1)  | Sitzverteilung im Kreistag des Wartburgkreises seit 2024Insgesamt 50 Sitze - Linke: 3 - BSW: 5 - SPD: 5 - Grüne: 2 - FDP: 1 - FW/BfE/LAD: 4 - CDU: 16 - AfD: 13 - Die Heimat: 1 |
| dieBasis | 0 (−1)  | Sitzverteilung im Kreistag des Wartburgkreises seit 2024Insgesamt 50 Sitze - Linke: 3 - BSW: 5 - SPD: 5 - Grüne: 2 - FDP: 1 - FW/BfE/LAD: 4 - CDU: 16 - AfD: 13 - Die Heimat: 1 |

### Landräte
| Name                     | von      | bis  |
| Martin Kaspari (CDU)     | 1994     | 2006 |
| Reinhard Krebs (CDU)     | 2006     | 2024 |
| Michael Brodführer (CDU) | 1.7.2024 |      |

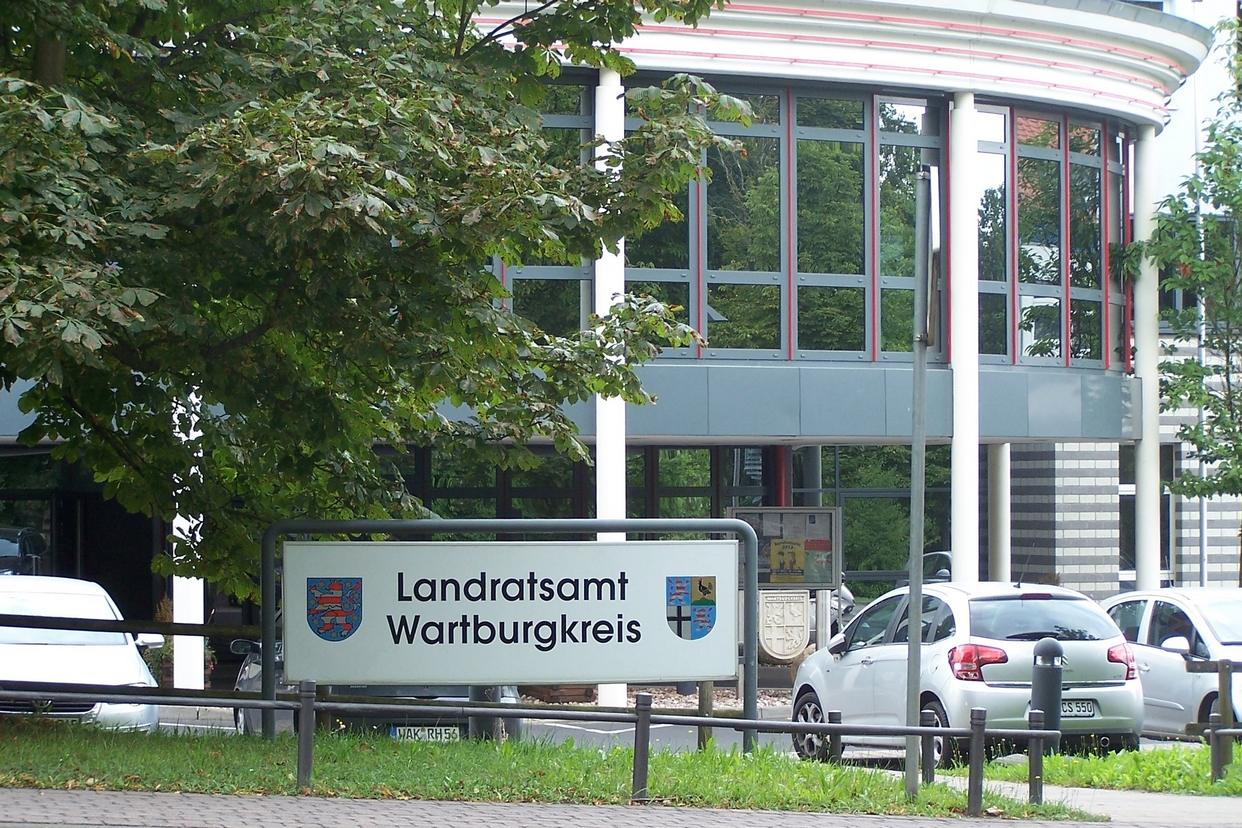
Landratsamt in Bad Salzungen

Von 1994 bis zum 30. Juni 2006 war Dr. Martin Kaspari, zuvor Landrat des Kreises Eisenach, Landrat des Wartburgkreises. Am 1. Juli 2006 löste ihn Reinhard Krebs ab. Bei den Landratswahlen am 22. April 2012 wurde Krebs im ersten Wahlgang im Amt bestätigt. Er konnte 56,4 % der gültigen Stimmen auf sich vereinigen. Bei der Wahl am 15. April 2018 erhielt er 71,3 % der Stimmen.
Bei den Kommunalwahlen am 26. Mai 2024 durfte Amtsinhaber Reinhard Krebs aus Altersgründen nicht mehr antreten. Michael Brodführer (CDU) erreichte die Stichwahl, in der er sich mit 63,0 % der Stimmen gegen seinen Gegenkandidaten durchsetzte.

### Wappen

Blasonierung: „Geviert; Feld 1 in Blau ein linksgewendeter, siebenfach rot-silber geteilter, golden bewehrter und gekrönter Löwe, Feld 2 in Gold auf grünem Dreiberg eine schwarze, rot bewehrte Henne mit roten Lappen und Kamm; Feld 3 in Silber ein durchgehendes Kreuz; Feld 4 wie Feld 1 rechtsgewendet.“
Der Thüringer Löwe ist links oben wie im Wappen von Sachsen-Weimar-Eisenach (sowie der anderen thüringischen Herzogtümer Meiningen, Gotha, Altenburg) und rechts unten wie im Thüringer Landeswappen gezeigt. Rechts oben ist das Wappen der Grafschaft Henneberg und links unten das des Bistums Fulda gezeigt.
Eine Übersicht zu den Wappen der Städte und Gemeinden des Landkreises findet man in der Liste der Wappen im Wartburgkreis.

### Flagge
Der Wartburgkreis führt eine weiß-rot geteilte Flagge, die in der Mitte das Kreiswappen zeigt; dementsprechend ist die Bannerfahne weiß-rot gespalten.

## Wirtschaft und Infrastruktur

### Wirtschaft und Industrie
Durch den Automobilstandort Eisenach befinden sich im Wartburgkreis zahlreiche Industrieunternehmen als Automobilzulieferer und Dienstleistungsunternehmen. In Creuzburg betreibt Pollmeier Massivholz ein großes Sägewerk für Hartholz. Im südwestlichen Teil des Kreises liegt mit dem östlichen Teil des Werra-Kalireviers ein traditionelles Zentrum der Kaliindustrie und des Thüringer Bergbaues. Das Bergwerk Merkers war bei seiner Eröffnung 1925 das größte Kalibergwerk der Welt; noch heute erfolgt Kaliabbau im K+S-Werk Unterbreizbach. Im südlichen Wartburgkreis konzentrieren sich die Kur-, Klinik- und Rehabilitationseinrichtungen in und um Bad Liebenstein, Bad Salzungen (Gradierwerk) und Stadtlengsfeld.
Die Industrieregion um Ruhla mit der traditionellen Uhrenindustrie, dem Werkzeugmaschinenbau, Elektronikfertigung und zahlreichen Kleinbetrieben als Zulieferer hat sich restrukturiert. Jahrhundertealte Kenntnisse und Fertigkeiten der Holzbearbeitung wurden in der Rhön bewahrt und können beispielsweise in Empfertshausen erlernt werden. Die Rhön ist als Biosphärenreservat zudem ein Zentrum biologischer Landwirtschaft und des sanften Tourismus. In ähnlicher Weise entwickelt sich im Nordosten des Kreises der Nationalpark Hainich.
Im Umfeld des Flugplatzes Eisenach-Kindel ist die Ansiedlung luftfahrtspezifischer Unternehmen geplant, was zum Teil schon geglückt ist. Im Industriegebiet Kindel (Gemeinde Hörselberg-Hainich) haben sich zudem wichtige Automobilzulieferer und ein Montagewerk für schwere Baufahrzeuge (Kipper), sowie ein großes Logistikunternehmen angesiedelt.
Im Zukunftsatlas 2016 belegte der Wartburgkreis Platz 353 von 402 Landkreisen und kreisfreien Städten in Deutschland und zählt damit zu den Regionen mit „hohen Zukunftsrisiken“.

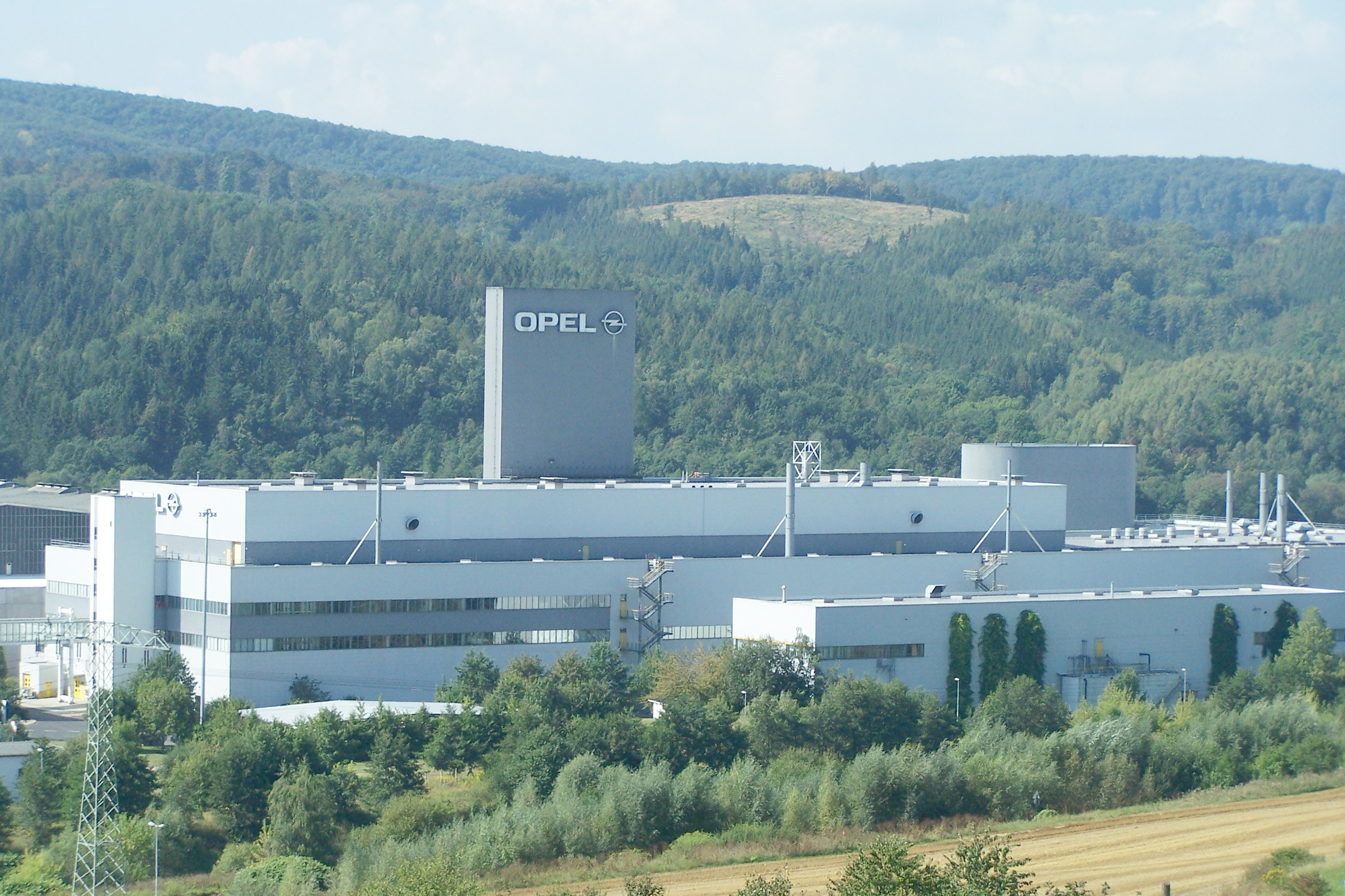
Opelwerk Eisenach
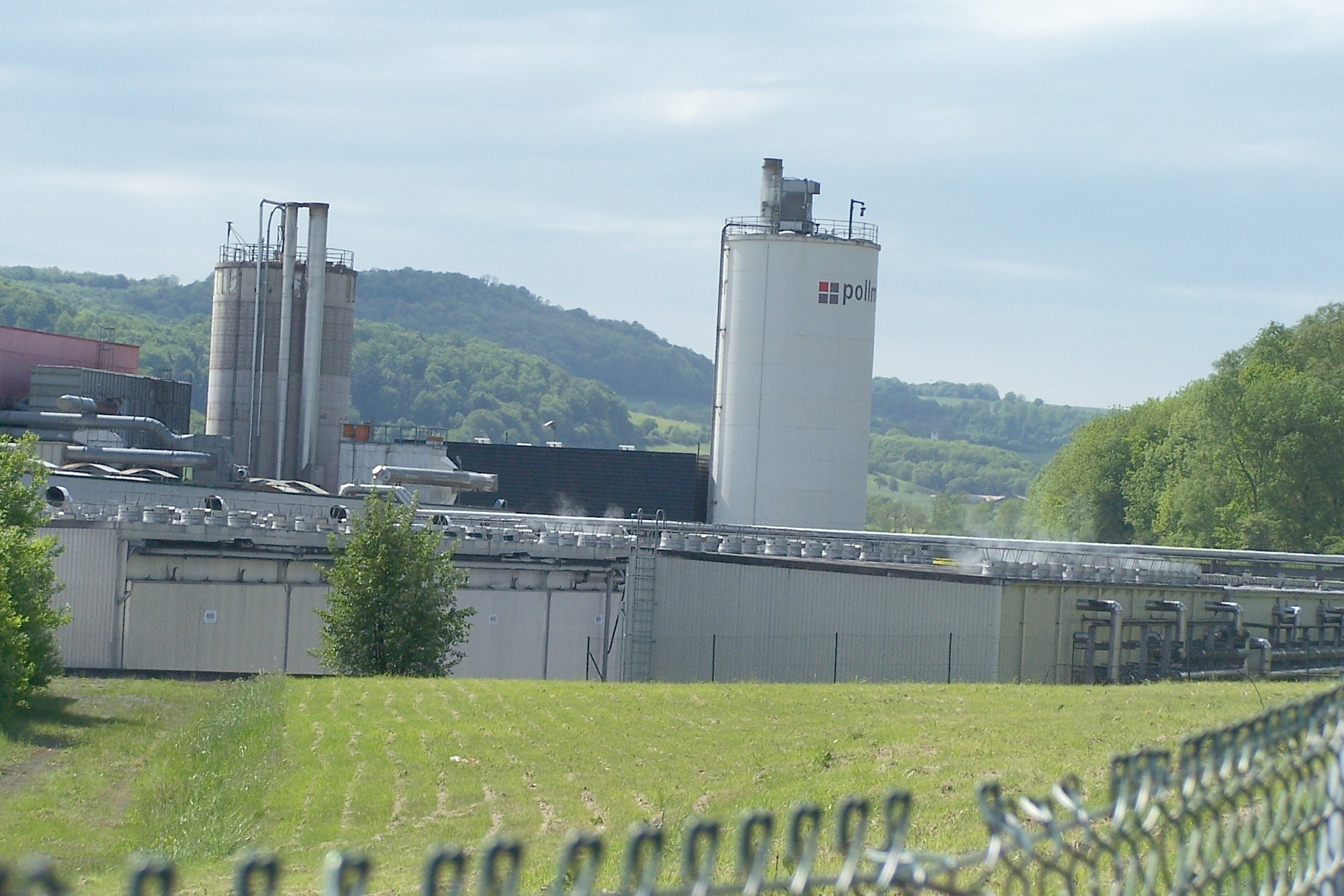
Sägewerk bei Creuzburg
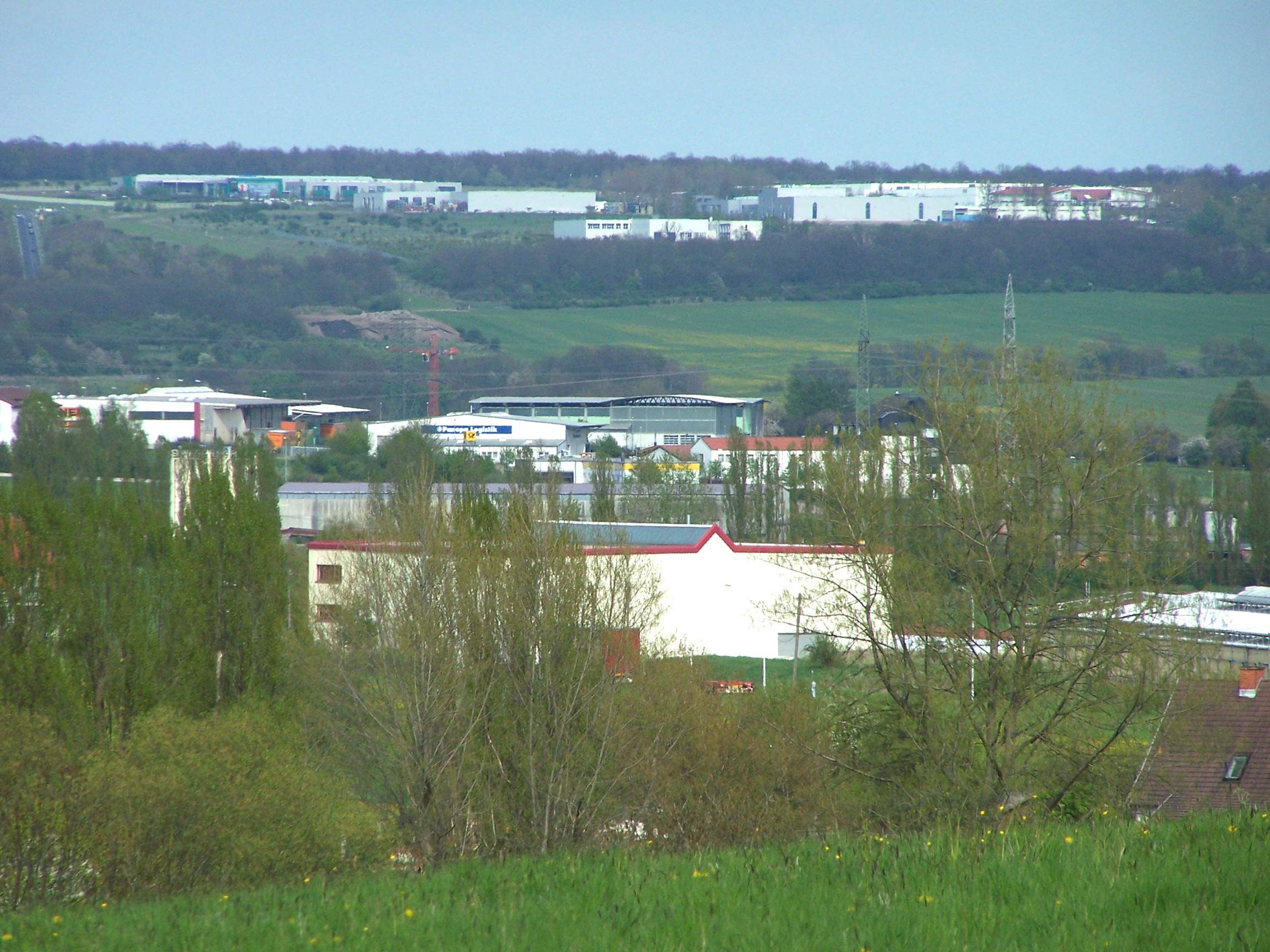
Industriegebiet Kindel
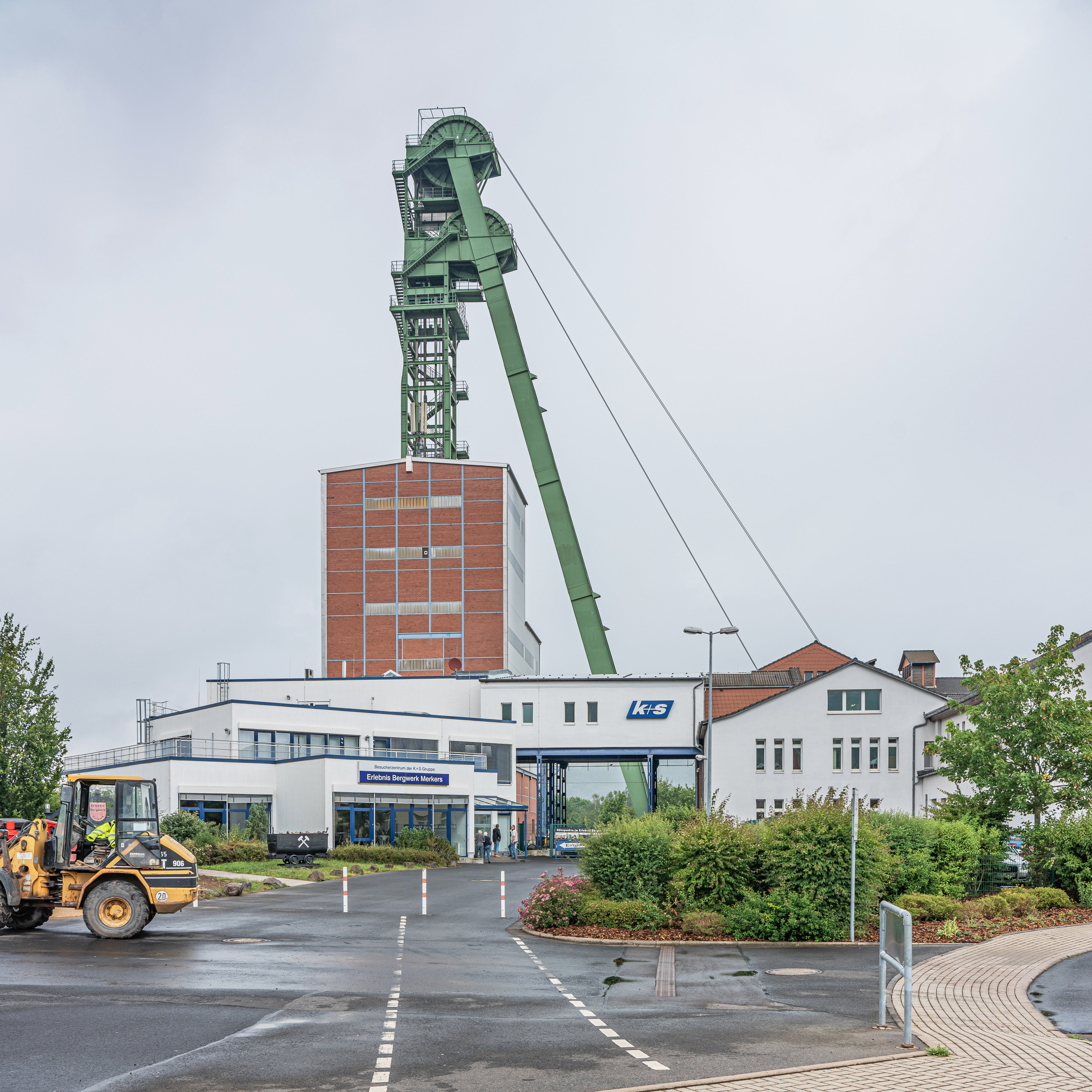
Ehemaliges Kaliwerk in Merkers
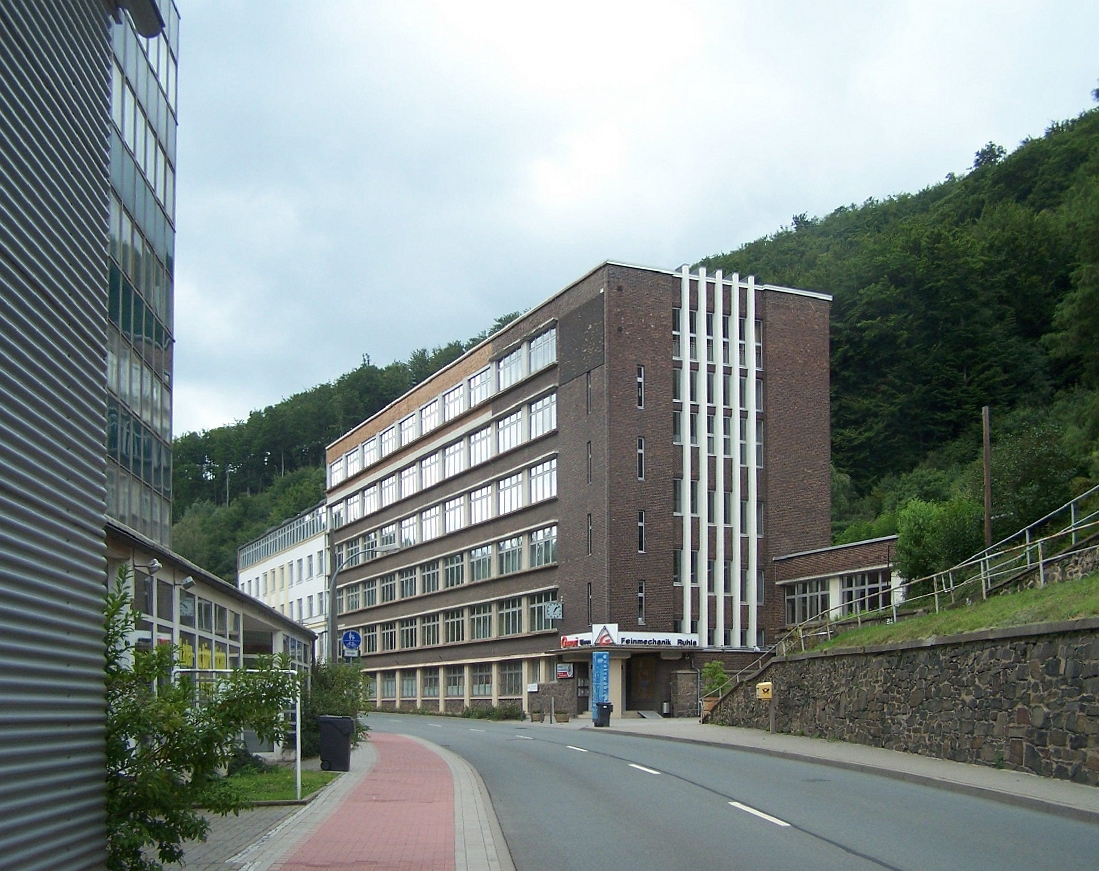
Uhrenwerk in Ruhla

### Erneuerbare Energien
Im Wartburgkreis befinden sich mehrere Windvorranggebiete mit Windkraftanlagen. Mehrere ehemalige Deponien und Industriestandorte werden für Photovoltaikanlagen genutzt, so in Dietlas, bei Creuzburg und auf der ehemaligen Kreismülldeponie Bad Salzungen. Seit Anfang des 20. Jahrhunderts wird die Werra mit ihren Nebenflüssen im Kreisgebiet für die Erzeugung von Energie genutzt. Wasserkraftwerke befinden sich unter anderem bei Tiefenort, Dorndorf, Berka, Spichra, Mihla und Falken. Gegen die vorgesehene Erweiterung des Windvorranggebietes am Reitenberg nördlich von Eisenach und südlich von Mihla sowie die Errichtung weiterer, größerer Windkraftanlagen in dem Gebiet regt sich seit Anfang 2018 Widerstand in der Bevölkerung der umliegenden Orte.

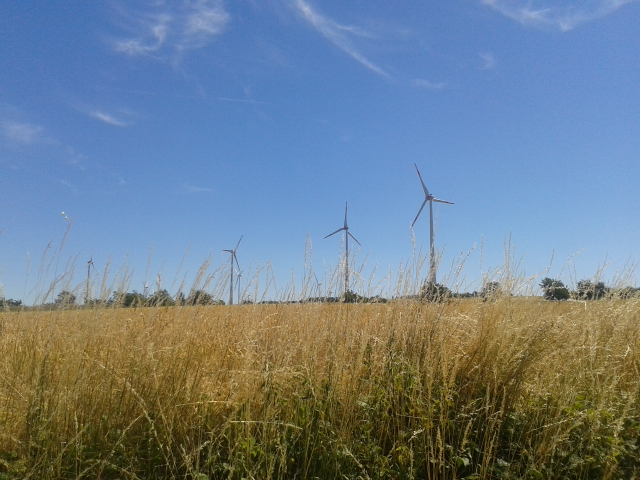
Windenergieanlagen am Reitenberg bei Mihla
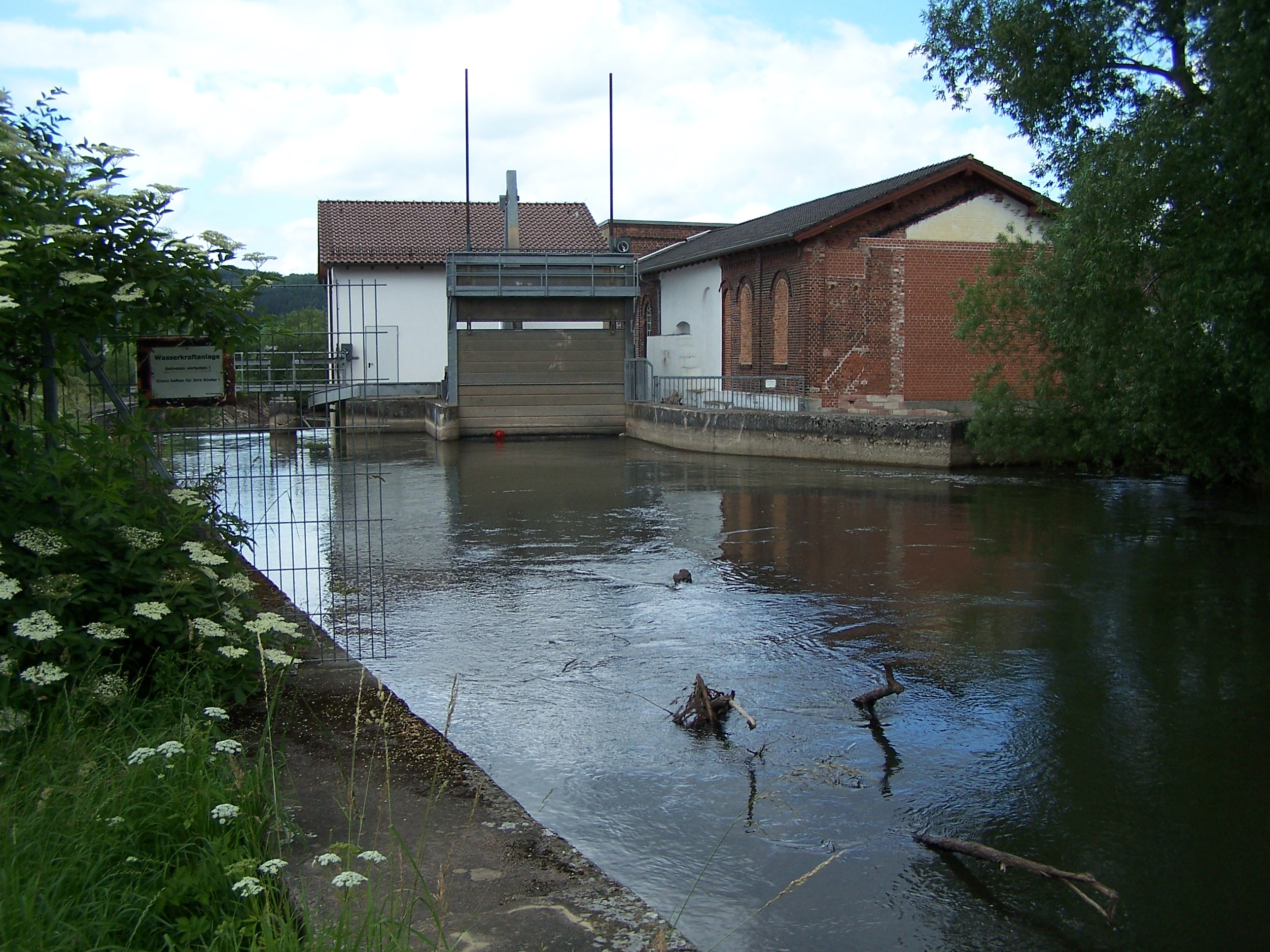
Wasserkraftwerk Tiefenort
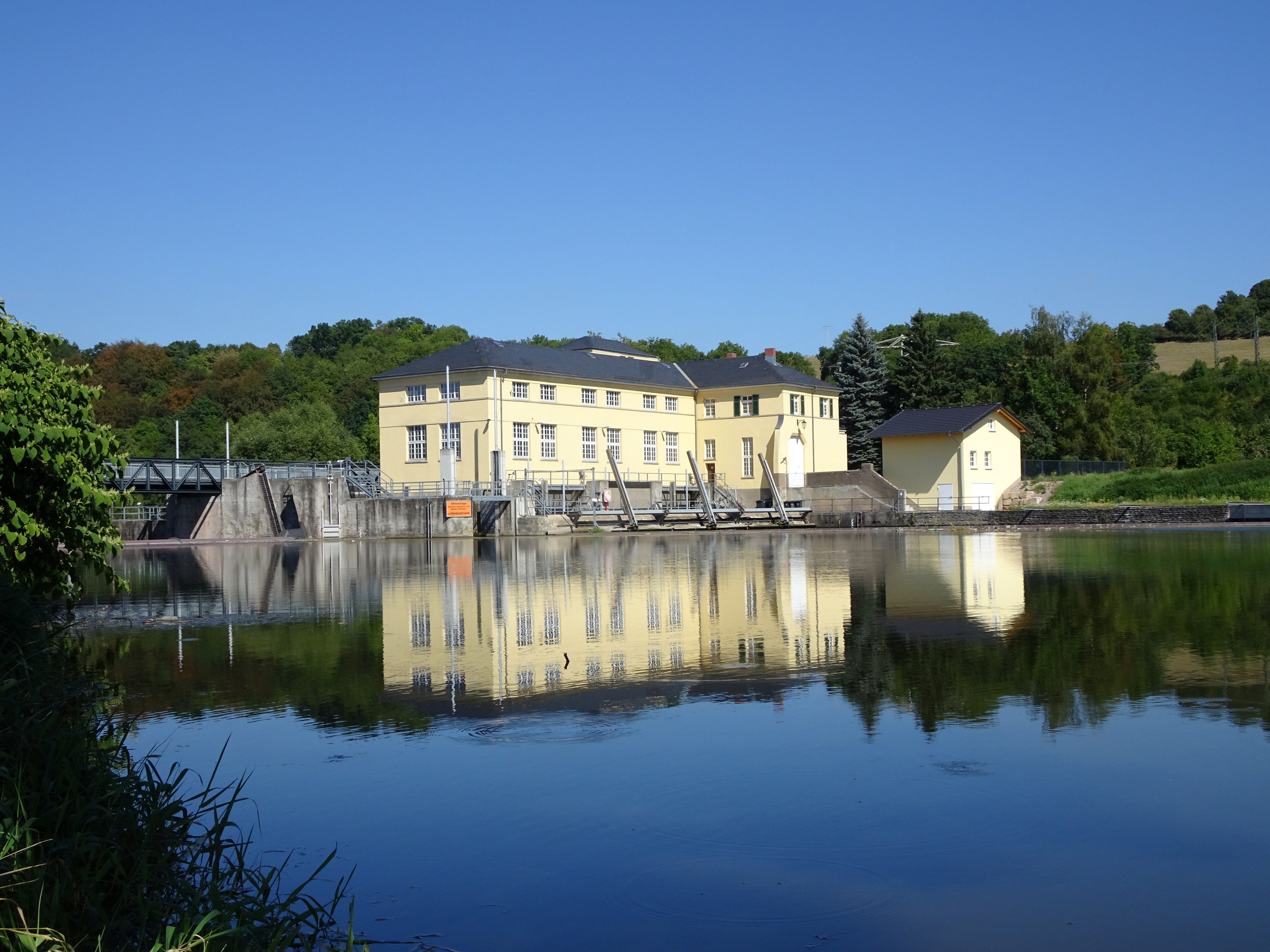
Wasserkraftwerk Spichra
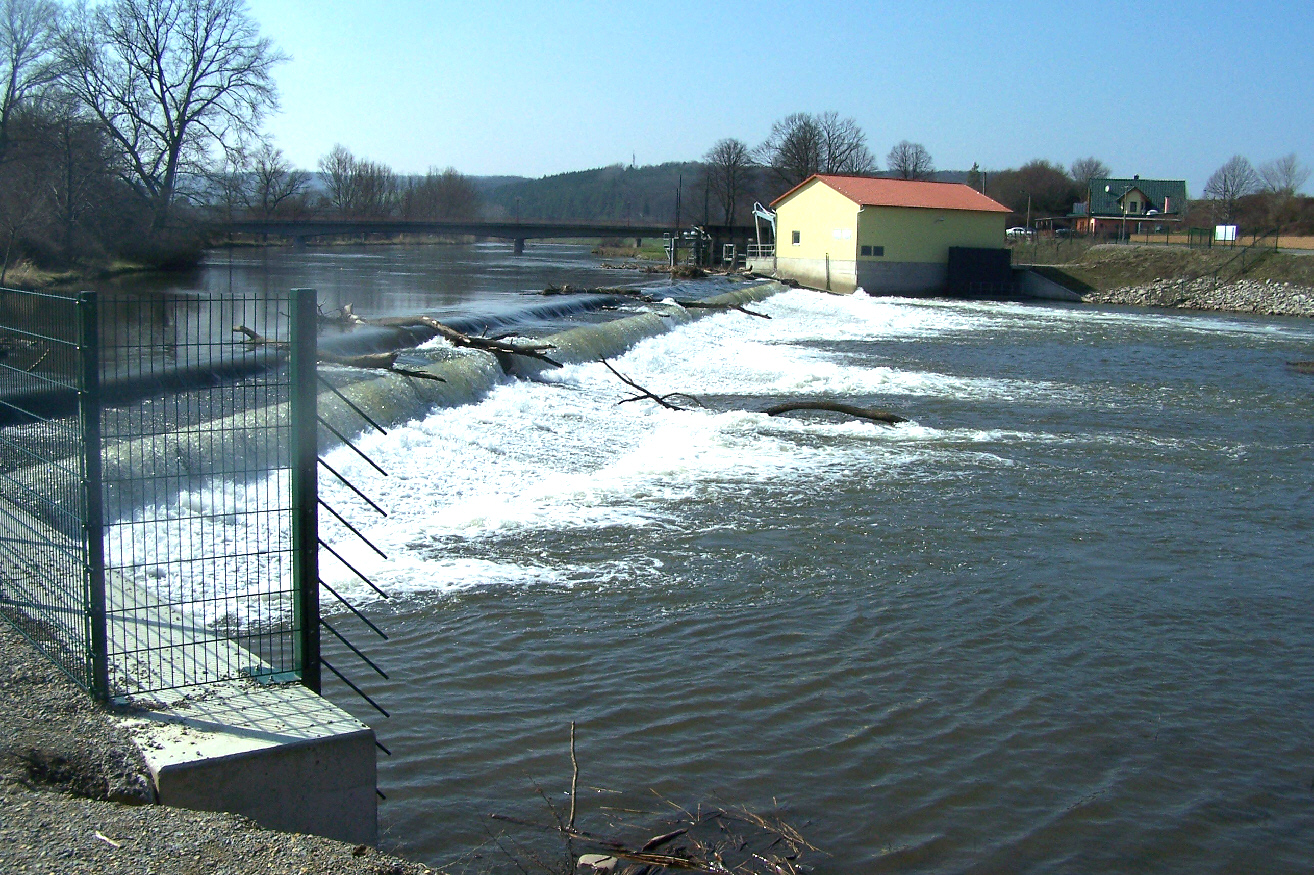
Wasserkraftwerk Mihla

### Verkehr

#### Straße

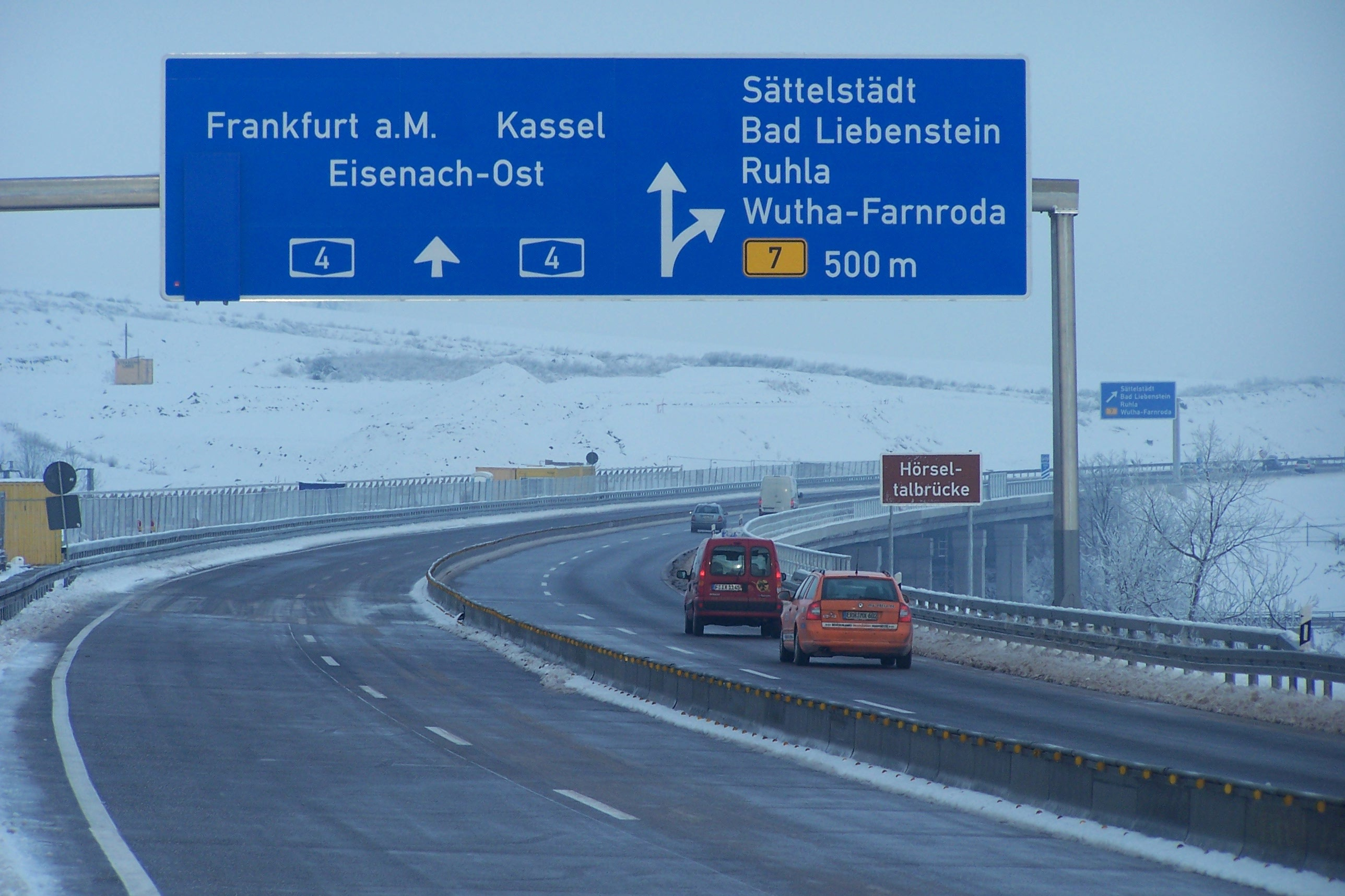
Die A 4 bei Sättelstädt an der Hörseltalbrücke (2010)

Die wichtigsten Verkehrsverbindungen sind die Bundesautobahn 4 sowie die Bundesstraßen 7, 19, 62, 84, 88, 250, 278 und 285, von denen die Bundesstraßen 19, 62, 88, 250, 278 und 285 ihren Start- bzw. Endpunkt im Kreisgebiet haben. 2009 verfügte der Kreis über 191,71 km Bundes-, 328 km Landes- und 175,55 km Kreisstraßen.

#### Schiene

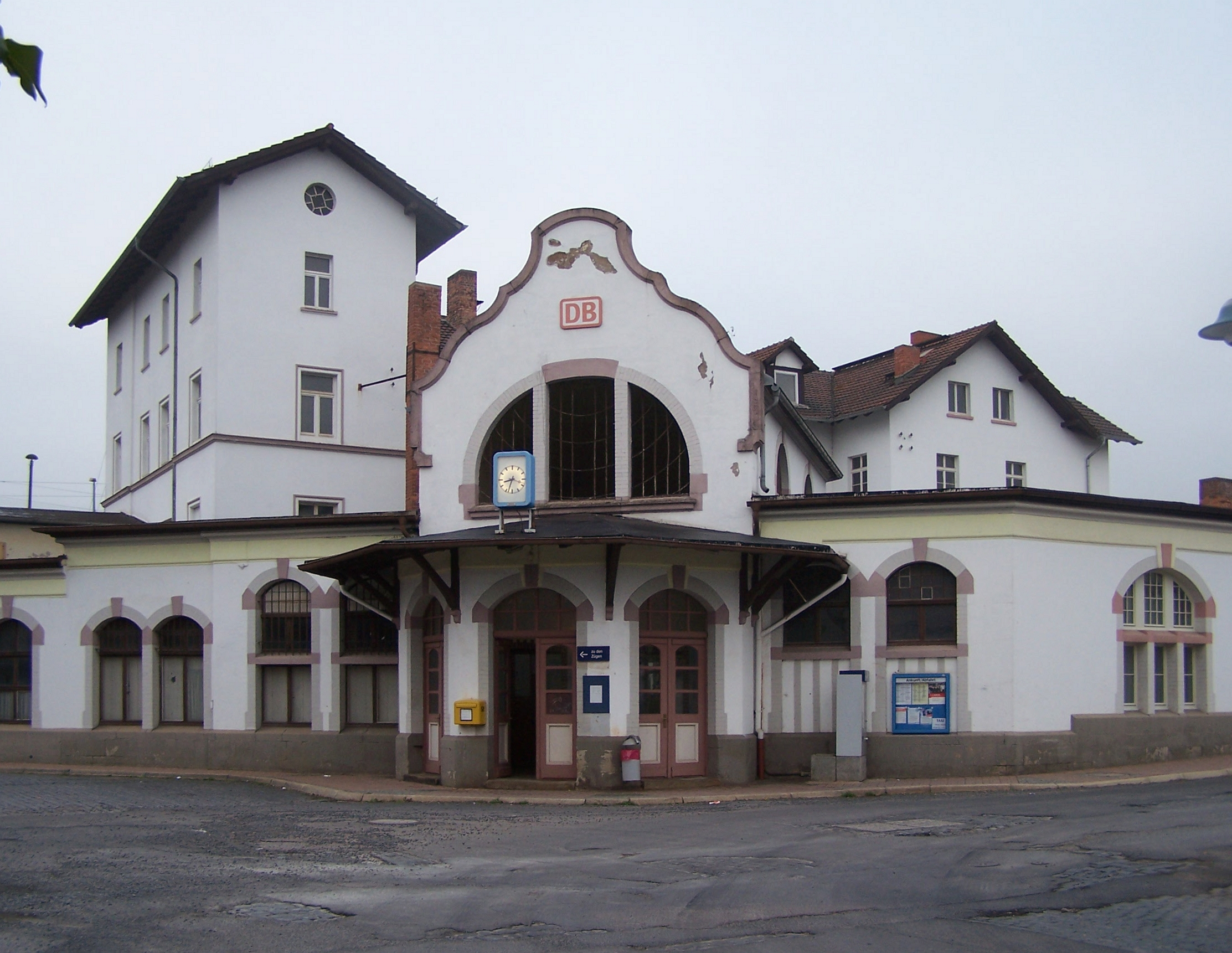
Das Empfangsgebäude des Gerstunger Bahnhofs

Eisenbahntechnisch wird der Wartburgkreis von der Thüringer Stammbahn erschlossen. Der Bahnhof Eisenach gilt als wichtigster Bahnhof des Wartburgkreises, welcher auch durch ICE- und IC-Züge an den Fernverkehr angeschlossen ist. In Eisenach beginnt außerdem die Werrabahn, die über Bad Salzungen in den Nachbarkreis Schmalkalden-Meiningen und bis nach Eisfeld führt und im SPNV von der Süd-Thüringen-Bahn bedient wird. Die in der Kreisstadt am Bahnhof Bad Salzungen beginnende Bahnstrecke nach Vacha wird nur noch im Güterverkehr genutzt. Die ehemals von Gerstungen nach Vacha führende Eisenbahnstrecke dient heute noch bis ins hessische Heimboldshausen ausschließlich der Erschließung des Werra-Kalireviers. Die Feldabahn wurde im Jahr 2008 weitgehend abgebaut. Früher vorhandene Bahnstrecken nach Treffurt, nach Behringen, nach Ruhla, nach Steinbach, nach Geisa sowie nach Oechsen wurden bereits zwischen 1945 und 1973 stillgelegt.

#### ÖPNV
Durch die Verkehrsunternehmen Wartburgmobil gkAöR werden der Stadtverkehr in Eisenach sowie 78 % der Verkehrsleistung im Überlandverkehr selber oder durch Subunternehmer erbracht. Weitere 22 % wurden durch ÖDA an private Auftragnehmer vergeben. Alle Unternehmen bieten einen einheitlichen Tarif an und haben sich zu diesem Zweck in der Verkehrsgemeinschaft Wartburgregion (VGW) zusammengeschlossen.

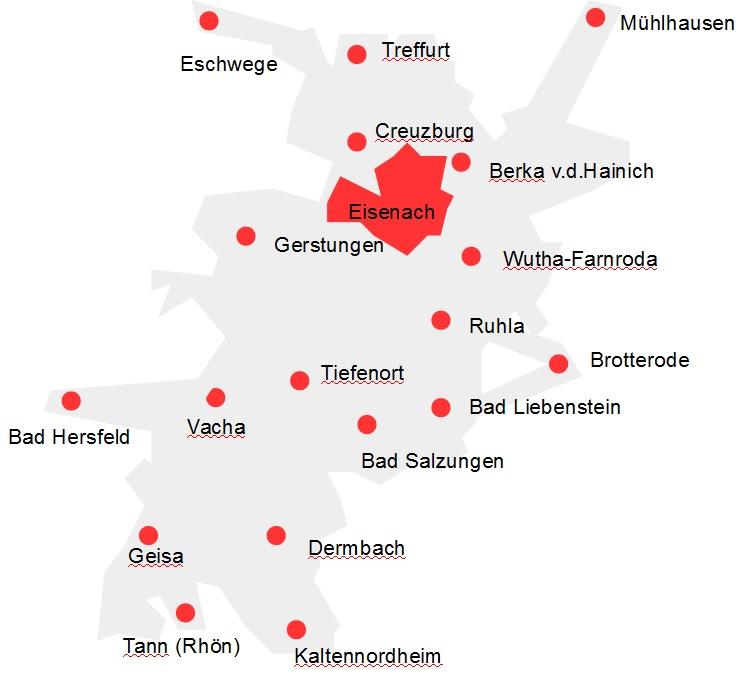
Bediengebiet der Verkehrsgemeinschaft Wartburgregion (VGW): Wartburgkreis und angrenzende Gebiete

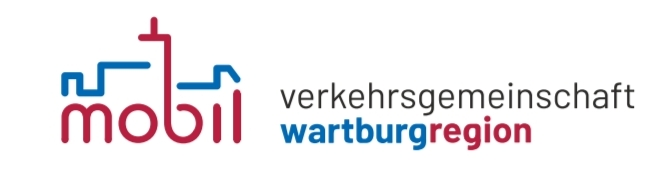
Logo der Verkehrsgemeinschaft Wartburgregion (VGW)

#### Luftfahrt
Der nahe Großenlupnitz in der Gemeinde Hörselberg-Hainich liegende Flugplatz Eisenach-Kindel bindet den Wartburgkreis auch an den Luftverkehr an. Die nächstgelegenen Verkehrsflughäfen sind Erfurt-Weimar und Kassel-Calden.

### Bildung
Der Wartburgkreis verfügt über 34 Grund- und 16 Regelschulen. Zudem befinden sich im Kreisgebiet vier Gymnasien in Vacha, Gerstungen, Bad Salzungen und Ruhla. 2007 aufgehoben wurde das Gymnasium Bad Liebenstein. Die Große Kreisstadt Eisenach ist selbst Träger ihrer Schulen.
Weiterhin bestehen drei Förderzentren und je eine kreiseigene Volkshoch- und Musikschule.

### Kultur und Tourismus
Überregional bekannt sind im Wartburgkreis neben der namensgebenden Wartburg der Nationalpark Hainich mit Wildkatzendorf und Baumkronenpfad, das Erlebnisbergwerk Merkers, die Burgen Creuzburg und Normannstein, die Ruine Brandenburg sowie das Schloss Altenstein mit dem Altensteiner Park. Anziehungspunkte sind auch die Kurorte Bad Liebenstein und Bad Salzungen. Die Bergstadt Ruhla wartet mit einem Tabakpfeifenmuseum, dem Ruhlaer Uhrenmuseum und dem Freizeitpark mini-a-thür auf.
Das Landestheater Eisenach, das Theater am Markt Eisenach und das kleine Kurtheater Comödienhaus Bad Liebenstein werden ganzjährig bespielt.
Der Rennsteig ist Anziehungspunkt vieler Wanderer. Er führt von seinem Beginn bei Hörschel über den Gerberstein bis zum Dreiherrenstein zumeist durch den Wartburgkreis. Nicht weit entfernt davon findet man unter anderem das Schloss Wilhelmsthal.
Die Ruine Brandenburg ist alljährlich Schauplatz der Musikfestivals Medival – Electronic Open Air und Burgbrand.
Der Landkreis ist Mitglied der Arbeitsgemeinschaft Rhön.

## Gemeinden
Eisenach ist als Oberzentrum ausgewiesen.
Bad Salzungen ist als Mittelzentrum ausgewiesen.
Grundzentren sind Amt Creuzburg, Bad Liebenstein, Dermbach, Geisa, Gerstungen, Ruhla, Treffurt, Vacha und Wutha-Farnroda.
(Einwohner am 31. Dezember 2024)
| gemeinschaftsfreie Gemeinden 1. Barchfeld-Immelborn (4.268) 2. Bad Liebenstein, Stadt (7.662) 3. Eisenach, Große Kreisstadt (40.747) 4. Gerstungen (8.884) 5. Hörselberg-Hainich (5.979) 6. Krayenberggemeinde (4.818) 7. Treffurt, Stadt (5.772) 8. Unterbreizbach (3.261) 9. Vacha, Stadt (4.891) 10. Werra-Suhl-Tal, Stadt (6.028) 11. Wutha-Farnroda (6.268) | erfüllende Gemeinden 1. Bad Salzungen, Stadt (22.557), erfüllende Gemeinde auch für 1. Leimbach (1.726) 2. Dermbach (6.889), erfüllende Gemeinde auch für 1. Empfertshausen (507) 2. Oechsen (578) 3. Weilar (772) 4. Wiesenthal (703) 3. Geisa, Stadt (4.708), erfüllende Gemeinde auch für 1. Buttlar (1.134) 2. Gerstengrund (67) 3. Schleid (1.008) 4. Ruhla, Stadt (5.126), erfüllende Gemeinde auch für 1. Seebach (1.689) |  |

Verwaltungsgemeinschaften

* Verwaltungssitz
| - Verwaltungsgemeinschaft Hainich-Werratal (8.915) 1. Amt Creuzburg, Stadt * (4.910) 2. Berka v. d. Hainich (703) 3. Bischofroda (602) 4. Krauthausen (1.519) 5. Lauterbach (650) 6. Nazza (531) |

Zu den Begriffen „Verwaltungsgemeinschaft“ bzw. „erfüllende Gemeinde“ siehe Verwaltungsgemeinschaft und erfüllende Gemeinde (Thüringen).

## Gebietsveränderungen

### Gemeinden
- Auflösung der Gemeinden Kupfersuhl, Möhra und Moorgrund – Zusammenlegung zur Gemeinde Moorgrund (4. November 1994)
- Auflösung der Gemeinde Wünschensuhl – Eingliederung nach Berka/Werra (28. Juli 1995)
- Auflösung der Gemeinden Eckardtshausen und Förtha – Eingliederung nach Marksuhl (1. Januar 1996)
- Auflösung der Gemeinde Etterwinden – Eingliederung nach Moorgrund (1. Januar 1996)
- Auflösung der Gemeinden Großenlupnitz, Hastrungsfeld-Burla, Kälberfeld, Sättelstädt und Wenigenlupnitz – Zusammenlegung zur Gemeinde Hörselberg (1. Januar 1996)
- Auflösung der Gemeinde Gehaus – Eingliederung nach Stadtlengsfeld (1. Juli 1996)
- Auflösung der Gemeinden Pferdsdorf und Sünna – Eingliederung nach Unterbreizbach (1. August 1996)
- Auskreisung der Stadt Eisenach (1. Januar 1998)
- Auflösung der Gemeinden Behringen, Craula, Reichenbach, Tüngeda und Wolfsbehringen – Zusammenlegung zu Behringen (1. Juli 1999)
- Auflösung der Gemeinden Gerstungen, Lauchröden, Oberellen und Unterellen – Zusammenlegung zu Gerstungen (16. März 2004)
- Auflösung der Gemeinden Behringen und Hörselberg – Zusammenlegung zu Hörselberg-Hainich (1. Dezember 2007)
- Auflösung der Gemeinde Rockenstuhl – Eingliederung nach Geisa (1. Januar 2009)
- Auflösung der Stadt Bad Liebenstein sowie der Gemeinden Schweina und Steinbach – Zusammenlegung zur neuen Stadt Bad Liebenstein (31. Dezember 2012)
- Auflösung der Gemeinde Immelborn – Eingliederung in die Gemeinde Barchfeld (31. Dezember 2012)
- Auflösung der Gemeinden Dorndorf und Merkers-Kieselbach – Zusammenlegung zur Einheitsgemeinde Krayenberggemeinde (31. Dezember 2013)
- Auflösung der Gemeinden Marksuhl und Wolfsburg-Unkeroda – Eingliederung in die Gemeinde Gerstungen (6. Juli 2018)
- Auflösung der Gemeinden Ettenhausen an der Suhl, Frauensee und Tiefenort – Eingliederung in die Stadt Bad Salzungen (6. Juli 2018)
- Auflösung der Gemeinde Ifta – Eingliederung nach Treffurt (1. Januar 2019)
- Auflösung der Gemeinden Berka/Werra (Stadt), Dankmarshausen, Dippach und Großensee – Zusammenlegung zur Stadt Werra-Suhl-Tal (1. Januar 2019)
- Ausgliederung der Stadt Kaltennordheim aus dem Wartburgkreis in den Landkreis Schmalkalden-Meiningen (1. Januar 2019)
- Auflösung der Gemeinden Brunnhartshausen, Diedorf, Neidhartshausen, Stadtlengsfeld (Stadt), Urnshausen und Zella/Rhön – Eingliederung nach Dermbach (1. Januar 2019)
- Auflösung der Gemeinden Ebenshausen und Mihla und der Stadt Creuzburg – Zusammenlegung zur Stadt Amt Creuzburg (31. Dezember 2019)
- Auflösung der Gemeinde Moorgrund – Eingliederung in die Stadt Bad Salzungen (1. Dezember 2020)
- Einkreisung der Stadt Eisenach (1. Juli 2021)
- Ausgliederung der Gemeinde Hallungen aus dem Wartburgkreis in den Unstrut-Hainich-Kreis (1. Januar 2024)
- Auflösung der Gemeinde Frankenroda – Eingliederung nach Amt Creuzburg (1. Januar 2024)

### Verwaltungsgemeinschaften und erfüllende Gemeinden
- Auflösung der Verwaltungsgemeinschaft Moorgrund – Zusammenlegung der Mitgliedsgemeinden mit der Gemeinde Kupfersuhl zur Gemeinde Moorgrund (4. November 1994)
- Die Gemeinde Schweina wird erfüllende Gemeinde für Steinbach (26. November 1994)
- Die Stadt Bad Salzungen wird erfüllende Gemeinde für Leimbach (1. März 1995)
- Die Stadt Stadtlengsfeld wird erfüllende Gemeinde für Gehaus (17. März 1995)
- Die Gemeinde Gerstungen wird erfüllende Gemeinde für Lauchröden (1. April 1995)
- Die Gemeinde Unterbreizbach wird erfüllende Gemeinde für Sünna (1. April 1995)
- Die Gemeinde Tiefenort wird erfüllende Gemeinde für Frauensee (12. Mai 1995)
- Auflösung der Verwaltungsgemeinschaft Eltetal – Eingliederung der Mitgliedsgemeinden Ober- und Unterellen in die Verwaltungsgemeinschaft Gerstungen; Auflösung und Eingliederung der Gemeinden Eckardtshausen und Förtha in die Gemeinde Marksuhl; Auflösung und Eingliederung der Gemeinde Etterwinden in die Gemeinde Moorgrund; Wolfsburg-Unkeroda wird zur selbständigen Gemeinde (1. Januar 1996)
- Neubildung der Verwaltungsgemeinschaft Gerstungen aus den Gemeinden Gerstungen und Lauchröden (Gerstungen ist nicht länger erfüllende Gemeinde) sowie den Gemeinden Oberellen und Unterellen der aufgelösten VG Eltetal (1. Januar 1996)
- Auflösung der Verwaltungsgemeinschaft Sättelstädt – Zusammenlegung der Mitgliedsgemeinden zur Gemeinde Hörselberg (1. Januar 1996)
- Die Gemeinde Marksuhl wird erfüllende Gemeinde für Ettenhausen an der Suhl und Wolfsburg-Unkeroda (4. Juni 1996)
- Die Stadt Stadtlengsfeld ist nicht länger erfüllende Gemeinde für Gehaus (30. Juni 1996)
- Die Gemeinde Unterbreizbach ist nicht länger erfüllende Gemeinde für Sünna (1. August 1996)
- Ausgliederung der Gemeinde Pferdsdorf aus der Verwaltungsgemeinschaft Vacha (1. August 1996)
- Die Stadt Geisa wird erfüllende Gemeinde für Buttlar, Gerstengrund, Rockenstuhl und Schleid (1. Januar 1997)
- Erweiterung der Verwaltungsgemeinschaft Mihla um die Gemeinde Bischofroda (1. Januar 1997)
- Auflösung der Verwaltungsgemeinschaft Behringen – Zusammenlegung der Mitgliedsgemeinden zur Gemeinde Behringen (1. Juli 1999)
- Auflösung der Verwaltungsgemeinschaft Gerstungen – Zusammenlegung der Mitgliedsgemeinden zur Gemeinde Gerstungen (16. März 2004)
- Die Stadt Ruhla wird erfüllende Gemeinde für Seebach (1. Januar 2006)
- Die Stadt Geisa ist nicht länger erfüllende Gemeinde für Rockenstuhl (31. Dezember 2008)
- Die Gemeinde Schweina ist nicht länger erfüllende Gemeinde für Steinbach (30. Dezember 2012)
- Auflösung der Verwaltungsgemeinschaft Barchfeld – Zusammenlegung der Mitgliedsgemeinden zur Gemeinde Barchfeld-Immelborn (31. Dezember 2012)
- Auflösung der Verwaltungsgemeinschaft Oberes Feldatal – Zusammenlegung der Mitgliedsgemeinden zur Stadt Kaltennordheim, mit Ausnahme von Diedorf und Empfertshausen; die Stadt Kaltennordheim wird die erfüllende Gemeinde (31. Dezember 2013)
- Auflösung der Verwaltungsgemeinschaft Creuzburg – Eingliederung der Mitgliedsgemeinden in die Verwaltungsgemeinschaft Mihla (31. Dezember 2013)
- Auflösung der Verwaltungsgemeinschaft Vacha – Zusammenlegung der Mitgliedsgemeinden zur Stadt Vacha (31. Dezember 2013)
- Erweiterung der Verwaltungsgemeinschaft Dermbach um die Stadt Stadtlengsfeld (31. Dezember 2013)
- Die Gemeinde Marksuhl ist nicht länger erfüllende Gemeinde für Ettenhausen an der Suhl und Wolfsburg-Unkeroda (6. Juli 2018)
- Die Gemeinde Tiefenort ist nicht länger erfüllende Gemeinde für Frauensee (6. Juli 2018)
- Ausgliederung der Gemeinde Ifta aus der Verwaltungsgemeinschaft Hainich-Werratal (1. Januar 2019)
- Auflösung der Verwaltungsgemeinschaft Berka/Werra – Zusammenlegung der Mitgliedsgemeinden zur Stadt Werra-Suhl-Tal (1. Januar 2019)
- Die Stadt Kaltennordheim ist nicht länger erfüllende Gemeinde für Diedorf und Empfertshausen (1. Januar 2019)
- Auflösung der Verwaltungsgemeinschaft Dermbach – Eingliederung der Mitgliedsgemeinden Brunnhartshausen, Neidhartshausen, Stadtlengsfeld (Stadt), Urnshausen und Zella/Rhön sowie der Gemeinde Diedorf nach Dermbach; dieses wird erfüllende Gemeinde für Empfertshausen, Oechsen, Weilar und Wiesenthal (1. Januar 2019)
- Ausgliederung der Gemeinde Hallungen aus der Verwaltungsgemeinschaft Hainich-Werratal (1. Januar 2024)

### Umbenennungen
- von Barchfeld zu Barchfeld-Immelborn (31. Dezember 2012)
- von Verwaltungsgemeinschaft Mihla zu Verwaltungsgemeinschaft Hainich-Werratal und Änderung des Verwaltungssitzes (1. Oktober 2014)[29]

## Kfz-Kennzeichen
Nach Gründung des Kreises am 1. Juli 1994 wurden übergangsweise weiterhin die Kfz-Unterscheidungszeichen ESA (Altkreis Eisenach) und SLZ (Altkreis Bad Salzungen) ausgegeben. Die Fahrzeuge der Gemeinden Behringen, Craula, Reichenbach, Tüngeda und Wolfsbehringen erhielten in dieser Zeit Kennzeichen mit dem Unterscheidungszeichen SLZ und eine Erkennungsnummer mit der Buchstabenkombination ZZ und den Zahlen ab 100. Die beiden Kennungen wurden am 1. Februar 1995 vom neuen Unterscheidungszeichen WAK abgelöst. Seit dem 24. November 2012 ist in Folge der Kennzeichenliberalisierung das Kürzel SLZ für das gesamte Kreisgebiet wieder erhältlich.
Im Zulassungsbezirk waren mit Stand 31. Dezember 2018 111.000 Fahrzeuge zugelassen. 97.766 Fahrzeuge waren zu diesem Stichtag mit WAK, 10.652 mit SLZ zugelassen, wovon entsprechend der seit 2015 zulässigen Kennzeichenmitnahme in andere Zulassungsbezirke 1722 WAK- und 96 SLZ-Kennzeichen von anderen Zulassungsstellen verwaltet werden.
Mit der Eingliederung der Stadt Eisenach in den Kreis am 1. Juli 2021 wurde ihr Unterscheidungszeichen EA im gesamten Kreisgebiet erhältlich.